# Vermutung von Birch und Swinnerton-Dyer

Auftragung (in blauer Farbe) des Logarithmus von für die elliptische Kurve anhand der senkrechten Achse, wobei die erste Million Primzahlen durchläuft. Aufgetragen ist auf der horizontalen Achse, sodass die BSD-Vermutung eine Annäherung auf die rot eingezeichnete Gerade vorhersagt (Steigung gleich Rang der Kurve, hier 1).

Schaubild der L-Funktion zu mit einfacher Nullstelle in. BSD sagt voraus, dass die rationalen Punkte auf dieser Kurve im Wesentlichen auf einem „Strahl“ – einem eindimensionalen Gebilde – liegen.

Die Vermutung von Birch und Swinnerton-Dyer, kurz BSD, ist eines der bedeutendsten ungelösten Probleme der modernen Mathematik und macht Aussagen zur Zahlentheorie auf elliptischen Kurven. Benannt wurde sie nach den Mathematikern Bryan Birch und Peter Swinnerton-Dyer, die sie erstmals im Jahr 1965 aufstellten, wobei sie ihre Vermutung auf eine bereits 1958 gestartete Serie von Berechnungen an den EDSAC-Computern stützten. Diese hatten zum Ziel gehabt, eine zur Klassenzahlformel von Dirichlet „analoge Theorie“ für elliptische Kurven zu entdecken. Die Vermutung wurde im Jahr 2000 vom Clay Mathematics Institute in die Liste der sieben Millennium-Probleme der Mathematik aufgenommen. Das Institut in Cambridge (Massachusetts) hat im Zuge dessen ein Preisgeld von einer Million US-Dollar für eine schlüssige Lösung des Problems in Form eines mathematischen Beweises ausgelobt. Hinsichtlich des Auffindens potenzieller Gegenbeispiele existieren in der Preisausschreibung jedoch Sonderregeln, insbesondere dann, wenn diese mit der Rechengeschwindigkeit moderner Computer erlangt wurden, und keinerlei „tiefere Einsicht“ in das Problem geben können.
Die Vermutung von Birch und Swinnerton-Dyer ist für Mathematiker von großem Interesse, da sie eine überraschende und sehr tiefe Beziehung zwischen zwei völlig verschiedenen mathematischen Theorien, nämlich komplexer Analysis und Zahlentheorie, aufbaut. Die Lösung des Problems würde demnach zwingend erfordern, bisher völlig unbekannte und äußerst tiefe Strukturen in der „Architektur der Mathematik“ an die Oberfläche zu fördern. Dabei hilft die Vorstellung, dass die Mathematik ein Gespinst aus zahllosen „Punkten“ (= Aussagen) ist, die durch „Pfeile“ (= logische Schlussfolgerungen) teilweise direkt miteinander verbunden sind. Brücken zwischen zwei vormals völlig verschiedenen Theorien helfen nun zahlreiche „neue Pfeile“ in diesem Graphen zu erhalten, was zur Folge hat, dass viele weitere Probleme gelöst werden können und einige neue Anwendungsmöglichkeiten entstehen. In diesem Kontext ist es nicht verwunderlich, dass gerade das Bauen solcher Brücken eine mathematisch besonders schwierige Aufgabe ist.
Trifft die Vermutung zu, existiert ein enger Zusammenhang zwischen den Lösungsanzahlen bestimmter Gleichungen und dem Nullstellenverhalten gewisser, eben diesen Gleichungen zugehöriger mathematischen Funktionen. Die Lehre der Gleichungen ist dabei zentraler Gegenstand der Algebra. Von den Lösungen wird in der Formulierung des Problems jedoch verlangt, dass diese rationale Zahlen sind, also Quotienten ganzer Zahlen. Dies bringt neben der Algebra die mathematische Disziplin der Zahlentheorie mit ins Spiel. Im Gegensatz dazu sind mathematische Funktionen Teil der Analysis, die sich mit Aspekten wie Stetigkeit, Nullstellen und auch Differentialrechnung beschäftigt. Die große Herausforderung besteht also darin, diese völlig verschiedenen mathematischen Gebiete – Zahlentheorie und Analysis – im Rahmen einer sehr schweren Fragestellung zu vereinen. Kurz gesprochen besagt die Vermutung von Birch und Swinnerton-Dyer, dass sich die Häufigkeit der Lösungen zu gewissen, für die Mathematik sehr bedeutenden, Gleichungen an der Ordnung der Nullstelle diesen Gleichungen zugehöriger Funktionen an der Stelle {\displaystyle x=1} ablesen lässt.
Konkret besagt das Problem: Sei {\displaystyle E} eine elliptische Kurve über den rationalen Zahlen und {\displaystyle L(E,s)} ihre L-Funktion (die Variable {\displaystyle s} ist in diesem Kontext üblich). Nach dem Satz von Mordell bildet die Menge aller rationalen Punkte {\displaystyle E(\mathbb {Q} )} die Struktur einer endlich erzeugten abelschen Gruppe, ist also isomorph zu {\displaystyle E(\mathbb {Q} )_{\text{tors}}\times \mathbb {Z} ^{r}}, wobei {\displaystyle E(\mathbb {Q} )_{\text{tors}}} den Torsionsteil von {\displaystyle E(\mathbb {Q} )} bezeichnet und {\displaystyle r\geq 0} der sog. Rang von {\displaystyle E} ist. Die Vermutung sagt, dass {\displaystyle r=\mathrm {ord} _{s=1}L(E,s)} gelten sollte. Dabei bezeichnet allgemein {\displaystyle \mathrm {ord} _{x=1}f(x)} die Nullstellenordnung einer mathematischen Funktion {\displaystyle f(x)} an der Stelle {\displaystyle x=1}.
Über die bloße Angabe einer Beziehung zwischen Rängen und Nullstellenordnungen geht das Problem sogar noch tiefer. Eine besonders wichtige Größe hierbei ist die Tate-Shafarevich-Gruppe einer elliptischen Kurve. Sie misst ab, wie stark das sog. Lokal-Global-Prinzip an dieser Kurve scheitert. Gegenstand der starken Vermutung von Birch und Swinnerton-Dyer ist, dass die Tate-Shafarevich-Gruppe elliptischer Kurven stets endlich ist und deren Mächtigkeit zusammen mit anderen Invarianten der Kurve in der Taylor-Entwicklung der L-Funktion an der Stelle {\displaystyle s=1} kodiert ist.
Trotz immenser Anstrengungen ist man bis heute sehr weit von einer Lösung des Problems entfernt. Dennoch konnte in der zweiten Hälfte des 20. Jahrhunderts die Vermutung für die Ränge {\displaystyle r=0} und {\displaystyle r=1} positiv entschieden werden. Darüber hinaus existiert starke numerische Evidenz, die die Vermutung auch für die Ränge {\displaystyle r\geq 2} stützt und ihre Richtigkeit plausibel macht. Theoretische Resultate für Ränge {\displaystyle r\geq 2} sind aus Expertensicht wegen des Scheiterns der Heegner-Punkt-Methode bisher nicht mal auf der Ebene einzelner Kurven erreicht worden. In jüngster Vergangenheit wurden auch zunehmend Methoden im Umfeld der künstlichen Intelligenz verwendet in der Hoffnung, Strukturen hinter der Verteilung der Ränge elliptischer Kurven zu finden.

## Problembeschreibung
Die Vermutung von Birch und Swinnerton-Dyer sagt voraus, dass sich die Anzahlen der Lösungen zu gewissen Gleichungen an Stellen der modernen Mathematik wiederfinden lassen, wo man nicht mit ihnen rechnet. Dies ist gleichzeitig der Grund, weshalb sie als so schwer zu beweisen gilt: Bis heute verfügt man über keine Theorie, die eine Erklärung für diesen Zusammenhang liefern kann. Mathematische Theorien sind auf Axiomen (= Grundannahmen) aufgebaut, die als wahr angenommen werden, aber trotzdem „einfach da sind“, und deshalb kommt es bis in die Gegenwart häufig vor, dass Probleme formuliert wurden, die erst weit nach Gründung der mathematischen Methodik gefunden oder gelöst wurden. Vergleichbar ist dies mit dem Schachspiel: Durch Angabe der einfachen Regeln ist das Spiel „vollständig vorhanden“, aber dennoch bis heute nicht „gelöst“ in dem Sinne, dass es keinen „perfekten Schachspieler“ gibt.

Bild 1: Schaubild der Geraden. Die Bezeichnung „Gerade“ rührt von der Formung der Kurve her.

Bild 2: Schaubild der elliptischen Kurve

Zur Einordnung der Vermutung von Birch und Swinnerton-Dyer ist ein Verständnis des Konzepts der mathematischen Gleichung zentral. Beispiele für Gleichungen sind {\displaystyle 1=1}, {\displaystyle 2=2} und {\displaystyle 2\cdot x=4}. Bei letzterer muss das Symbol {\displaystyle x} erst „sichtbar“ gemacht werden, bevor mit {\displaystyle x=2} endlich der einfache Zusammenhang {\displaystyle 2\cdot 2=4} klar erkannt wird. Gleichungen können umgeformt werden. Dahinter steckt die Idee, dass, wenn zwei identische Größen auf identische Weise manipuliert werden, die Resultate wieder identisch sein müssen. Addiert man {\displaystyle 7=7} beidseitig mit {\displaystyle 3}, entsteht daraus {\displaystyle 10=10} – wieder eine gültige Gleichung. Dividiert man {\displaystyle 2\cdot x=4} beidseitig durch {\displaystyle 2}, entsteht {\displaystyle x=2}, was den Vorteil hat, die schon vorher eindeutig bestimmte Größe {\displaystyle x} „sichtbar“ gemacht zu haben. In vielen Problemen der wissenschaftlichen Praxis entstehen aus bekannten Beziehungen zunächst unbekannter Größen abstrakte Gleichungen, weshalb Techniken zu deren Auflösen große Bedeutung zukommt: Die innerhalb einer wissenschaftlichen Theorie erarbeiteten kausalen Zusammenhänge „zwingen“ die Größen in einen begrenzten Raum an Möglichkeiten, doch erst ein Auflösen der entstehenden Gleichungen macht diese wenigen Möglichkeiten „sichtbar“.
Die Vermutung beschäftigt sich mit Gleichungen ganz bestimmten Typs, die in der Mathematik – auch bezüglich ihrer Anwendungen – eine besondere Rolle einnehmen. Bezeichnet werden diese als elliptische Kurven. Streng genommen beschreibt das Wort „Gleichung“ diese aber nur unzureichend: Das Wort Kurve hingegen präzisiert, dass es sich bei einer elliptischen Kurve um eine Ansammlung aller Lösungen einer ganz bestimmten Gleichung mit zwei Unbekannten im Raum handelt, die als geometrische Figur eine „kurvenförmige“ Gestalt hat.
Dieses Konzept ist auch aus Sicht der Schulmathematik keinesfalls neu: Eine Gerade – Prototyp der „einfachsten“ aller Kurven – besteht aus allen Punkten {\displaystyle (x,y)}, die gemeinsam eine Gleichung der Form
{\displaystyle y=mx+c} mit festen Zahlen {\displaystyle m,c} lösen (dabei werden die Komponenten {\displaystyle x} und {\displaystyle y} als Zahlen einzeln eingesetzt).
Dadurch, dass gleich zwei Größen, nämlich {\displaystyle x} und {\displaystyle y}, nicht näher benannt sind, ist eine größere Anzahl an Lösungen zu erwarten. Als Beispiel kann der Fall {\displaystyle y=2x} betrachtet werden: „Vollständig sichtbare“ Lösungen benennen beide Unbekannte, hier etwa {\displaystyle (2,4)}, {\displaystyle (3,6)} oder {\displaystyle (-10,-20)}. Erst das Aufspannen zweier Dimensionen – also einer „x-Dimension“ und einer „y-Dimension“ – erlaubt es, dieses Kollektiv ganz zu fassen (siehe Bild 1). Wegen {\displaystyle (x,y)=(x,2x)} handelt es sich ferner um nichts anderes als eine tabellarische Auflistung aller Punkte der Form {\displaystyle (x,2x)}. Aus geometrischer Sicht ist es naheliegend, die daraus entstehende Kurve als Gerade zu bezeichnen.
Bei elliptischen Kurven handelt es sich hingegen um eine Ansammlung von Punkten {\displaystyle (x,y)}, die gemeinsam eine kubische Gleichung erfüllen, die meist in der Form
{\displaystyle y^{2}=x^{3}+ax^{2}+bx+c} mit festen Zahlen {\displaystyle a,b,c}
geschrieben wird. Die Zahlen {\displaystyle a,b} und {\displaystyle c} sind rational, und wegen deren Beliebigkeit gibt es eine „unendliche Familie“ elliptischer Kurven:
{\displaystyle y^{2}=x^{3}+x^{2}-x}
{\displaystyle y^{2}=x^{3}-{\tfrac {1}{2}}x^{2}+3x+1}
{\displaystyle y^{2}=x^{3}+{\tfrac {11}{134}}x-{\tfrac {1}{5}}}
und eine unbegrenzte Zahl weiterer Beispiele. Das Beispiel {\displaystyle y^{2}=x^{3}+x^{2}-x} soll ab jetzt öfter für Veranschaulichungen herangezogen werden.
Wie im Falle der Geraden werden beim Aufbau elliptischer Kurven nur die vier Grundrechenarten genutzt. Daher werden sie, genauso wie die Geraden, zu den algebraischen Kurven gezählt. Wie bei allgemeinen Gleichungen kann man auch hier nach Lösungen fragen. Die Vermutung von Birch und Swinnerton-Dyer ist jedoch ein zahlentheoretisches Problem. Im Vordergrund des Interesses stehen also rationale Lösungen von Gleichungen, die dann zu Punkten etwa der Formen
{\displaystyle (1,2),\quad ({\tfrac {1}{2}},{\tfrac {1}{3}})\quad } oder {\displaystyle \quad (-1,{\tfrac {3}{7}})}
korrespondieren. Man ist also ausschließlich an rationalen Punkten interessiert.
Beispiel: Es liegt der rationale Punkt {\displaystyle (x,y)=(1,1)} (d. h. {\displaystyle x=1} und {\displaystyle y=1}) auf der elliptischen Kurve {\displaystyle y^{2}=x^{3}+x^{2}-x}, denn es gilt
{\displaystyle 1^{2}=1^{3}+1^{2}-1} (auf beiden Seiten ist das Ergebnis {\displaystyle 1}).
Dabei ist zu beachten, dass {\displaystyle 1^{2}=1\cdot 1=1} und analog {\displaystyle 1^{3}=1}. Ähnlich schnell lässt sich nachprüfen, dass die rationalen Punkte {\displaystyle (-1,1)}, {\displaystyle (-1,-1)}, {\displaystyle (1,-1)} sowie {\displaystyle (0,0)} auf der Kurve liegen.
Tatsächlich sind diese 5 Beispiele die – sieht man von einem „unendlich fernen Punkt“ ab, der nicht im Graphen enthalten ist – einzigen rationalen Punkte auf der elliptischen Kurve {\displaystyle y^{2}=x^{3}+x^{2}-x}, also wird keine Kombination {\displaystyle (x,y)} rationaler Zahlen außer den oben genannten die Gleichung erfüllen. Dies zu sehen ist jedoch mathematisch eine schwierige Aufgabe.
Die Vermutung von Birch und Swinnerton-Dyer beschäftigt sich mit der Anzahl rationaler Punkte auf elliptischen Kurven. Trifft sie zu, kann mit vergleichsweise wenig Aufwand „direkt ausgerechnet werden“, dass auf der Kurve {\displaystyle y^{2}=x^{3}+x^{2}-x} nur endlich viele rationale Punkte liegen können.
Dies demonstriert, dass Punkte auf Kurven durch geschicktes Raten gefunden werden können – und der einfache Aufbau einer Kurve macht die Probe sehr leicht. Bloßes Raten ist im Allgemeinen allerdings kein akzeptabler mathematischer Algorithmus (=  Vorgehensweise). Es gibt jedoch kein bewiesenes schnelles Verfahren, die Gleichungen einer elliptischen Kurve „aufzulösen“, also ohne naives Raten Punkte tatsächlich zu finden. Dafür ist in besonderem Maße der Term {\displaystyle x^{3}} verantwortlich, der eine wesentliche Verkomplizierung der Gleichung zur Folge hat. Gerade aus zahlentheoretischer Sicht sind algebraische Kurven, die aus den vier Grundrechenarten hervorgehen, allerdings von sehr großem Interesse: In den Gleichungen werden die Rechendisziplinen der Addition und der Multiplikation vermischt, wie man beim Weglassen der Abkürzungskonventionen besonders gut erkennen kann:
{\displaystyle y\cdot y=x\cdot x\cdot x+a\cdot x\cdot x+b\cdot x+c.}
Jedoch verbirgt sich die äußerst tiefe Struktur „hinter den Zahlen“ gerade in einem „möglichen Zusammenspiel“ aus Addition und Multiplikation, und was zuerst simpel klingt, ist ein extrem schwieriges Problem. Einige prominente ungelöste mathematische Probleme demonstrieren dies:
- Es ist bis heute unbekannt, ob es unendlich oft vorkommt, dass zwei benachbarte Primzahlen den Abstand 2 haben. Beispiele für diese Primzahlzwillinge sind {\displaystyle (3,5)} und {\displaystyle (17,19)}. Primzahlen entspringen der multiplikativen Zahlentheorie, aber die Vorschrift, dass die Differenz den Wert {\displaystyle 2} haben soll, ist additiv.
- Die abc-Vermutung bringt Eigenschaften der Primfaktorenzerlegungen teilerfremder Zahlen {\displaystyle a} und {\displaystyle b} mit der von {\displaystyle c=a+b} in Verbindung.

Vergleichbar ist die Tatsache, dass es die theoretische Physik bis heute nicht schafft, die Grundkräfte in einer großen vereinheitlichten Theorie zu einen.

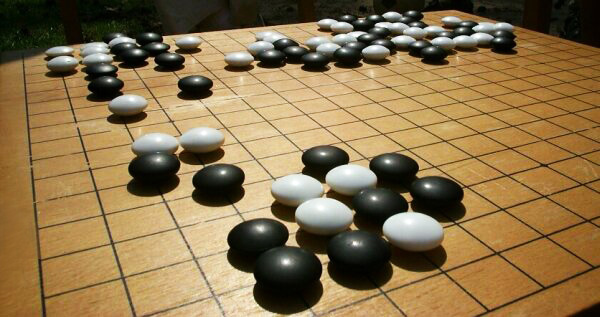
„Lokal-Global-Prinzip“: Jeder Stein in einer Go-Partie hat zunächst nur einen lokalen Einfluss, und dennoch ist das Spiel durch die Positionen der einzelnen Steine (die „lokalen Faktoren“) eindeutig bestimmt. Obwohl die Regeln des Spiels leicht zu erklären sind, erhält es eine ungeheure Komplexität durch das globale Zusammenspiel aller „lokalen Faktoren“.

Dem Problem des Auffindens von rationalen Lösungen algebraischer Gleichungen, wie etwa {\displaystyle y^{2}=x^{3}+x^{2}-x}, stand die Mathematik viele Jahrhunderte ratlos gegenüber. Bei der Entwicklung und Etablierung moderner mathematischer Methoden kam man jedoch zu dem Schluss, dass es helfen kann, eine Gleichung wie {\displaystyle y^{2}=x^{3}+x^{2}-x} als ein „System“ aufzufassen. Bei dessen Untersuchung hilft es, dieses in sehr viele kleine „Teilsysteme“ zu „zerlegen“ und diese „Einzelteile“ separat zu studieren. Gegebenenfalls sagen dann Muster in diesen lokalen Teilen etwas über das globale System aus. Die lokalen Untersysteme sind dabei im Wesentlichen wieder die Gleichung {\displaystyle y^{2}=x^{3}+x^{2}-x}, aber mit dem Unterschied, dass es nur eine endliche Anzahl an Möglichkeiten für die Größen {\displaystyle x} und {\displaystyle y} zur Auswahl gibt. Diese endlich vielen Größen formen jedoch in Analogie zu den rationalen Zahlen wieder einen hinsichtlich der vier Grundrechenarten abgeschlossenen Bereich (sodass algebraische Gleichungen weiterhin einen Sinn ergeben). In der Zahlentheorie nennt man dieses Prozedere auch Lokal-Global-Prinzip.
Jedes „Teilsystem“ kann nun wegen des deutlich eingeschränkten „Definitionsbereichs“ für {\displaystyle x} und {\displaystyle y} einfacher analysiert werden. Zählt man dort die Lösungen (etwa über eine Computerberechnung), gewinnt man über diese Strategie ein Verfahren
Teilsystem {\displaystyle \to } Ganze Zahl.
Daraus ergibt sich eine Folge ganzer Zahlen, die nicht endet (da es unendlich viele „Teilsysteme“ gibt). Etwa ergibt sich für den Fall {\displaystyle y^{2}=x^{3}+x^{2}-x}
{\displaystyle 1,\,\,0,\,\,-2,\,\,0,\,\,-1,\,\,0,\,\,2,\,\,0,\,\,1,\,\,0,\,\,0,\,\,0,\,\,2,\,\,0,\,\,2,\,\,0,\,\,-6,\,\,0,\,\,-4,\,\,0,\,\,-4,\,\,0,\,\,6,\ldots }
Aus diesen Zahlen, den lokalen Komponenten, kann man nun eine globale mathematische Funktion {\displaystyle L_{E}(x)} erzeugen (das {\displaystyle E} im Index notiert, dass diese von der fest gewählten elliptischen Kurve {\displaystyle E} abhängt). Dieser Konstruktionsprozess ist mathematisch keine einfache Aufgabe, wird aber in diesem Artikel weiter unten beschrieben. Von großem Vorteil ist dabei, dass das Verständnis auf Seiten der lokalen Komponenten vollständig vorhanden ist: So konnte etwa der deutsche Mathematiker Helmut Hasse bereits 1936 die Riemannsche Vermutung für diese lokalen Zetafunktionen zeigen. Dies zieht ein ziemlich präzises Verständnis der obigen Zahlenfolge nach sich. Zur Formulierung der Vermutung ist jedoch nur das Verhalten der globalen Funktion an der Stelle {\displaystyle x=1} entscheidend, weshalb ihr „Funktionsterm“ gar nicht genauer bekannt sein muss. Eine erste, sehr grobe Formulierung ist:
```
Trifft die Vermutung zu, sagt das Nullstellenverhalten von 

  

    

      

        

          
L

          

            
E

          

        

        
(

        
x

        
)

      

    

    
{\displaystyle L_{E}(x)}

  

 an 

  

    

      

        
x

        
=

        
1

      

    

    
{\displaystyle x=1}

  

 etwas darüber aus, 
wie viele rationale Punkte
 die elliptische Kurve 

  

    

      

        
E

      

    

    
{\displaystyle E}

  

 hat.
```

Dabei wird nicht bloß zwischen „endlich“ und „unendlich“ unterschieden, sondern es gibt sogar verschiedene Ausprägungen von unendlich – dies äußert sich in der Nullstellenordnung bei {\displaystyle x=1}: Es bezeichnen
{\displaystyle 1,\qquad (x-1),\qquad (x-1)^{2},\qquad (x-1)^{3},\qquad (x-1)^{4},\qquad \ldots }
die Prototypen der Funktionen mit Nullstellenordnungen 0, 1, 2, 3, 4 usw. an der Stelle {\displaystyle x=1}.

Keine Nullstelle entspricht Ordnung 0.
Exemplarisch {\displaystyle f(x)=x-1}; Nullstelle erster Ordnung
Exemplarisch {\displaystyle f(x)=(x-1)^{2}}; Nullstelle zweiter Ordnung
Exemplarisch {\displaystyle f(x)=(x-1)^{3}}; Nullstelle dritter Ordnung

Ordnung Null entspricht nur endlich vielen Lösungen.
Bei erster Ordnung liegen die Lösungen schematisch auf einem „Strahl“ (eindimensional). Das angedeutete Muster setzt sich bis ins Unendliche fort.[Anm. 3]
Bei zweiter Ordnung liegen die Lösungen schematisch auf einer „Ebene“ (zweidimensional). Das angedeutete Muster setzt sich bis ins Unendliche fort.[Anm. 4]
Bei dritter Ordnung liegen die Lösungen schematisch im dreidimensionalen Raum. Das angedeutete Muster setzt sich bis ins Unendliche fort.[Anm. 5]

Dieses Muster setzt sich weiter fort, wobei ab Dimension 4 jedoch keine anschauliche Darstellung mehr möglich ist. Sehr wichtig ist zudem, dass dies nur exemplarische Darstellungen der Lösungen sind, also die Lösungen per se nicht Punkte in sehr hochdimensionalen Räumen sind – haben sie doch stets die Form {\displaystyle (x,y)}. Diese Darstellung über eine „Gitterstruktur“ der Lösungen macht dennoch Sinn – und motiviert sich rechnerisch: Auf den rationalen Punkten elliptischer Kurven ist nämlich eine Form der „Addition“ erklärt. Es ist also möglich, über ein rechnerisches Verfahren
{\displaystyle P\oplus Q=R}
aus zwei bekannten Punkten {\displaystyle P} und {\displaystyle Q} auf einer elliptischen Kurve einen neuen Punkt {\displaystyle R} auf eben dieser zu gewinnen. Dieses Verfahren ist mühsam, beruht aber ausschließlich auf den vier Grundrechenarten. Hat man also zwei rationale Punkte durch geschicktes Raten gefunden, so kann man durch eine Rechenoperation einen dritten, möglicherweise völlig neuen, rationalen Punkt auf eben jener Kurve erzeugen. Eine Folgerung ist, dass viele „komplizierte Punkte“ auf der Kurve durch häufige „Addition“ oder „Subtraktion“ „simplerer Punkte“ entstehen, und so reicht es gewissermaßen aus, die „simplen Punkte“ zu zählen, um ein Verständnis für die Anzahl aller Punkte zu gewinnen. Dies motiviert die oben angedeutete Form der „Dimension“: Die Elemente {\displaystyle (1,0)} und {\displaystyle (0,1)} etwa erzeugen auf Ebene der klassischen Addition alle Punkte {\displaystyle (m,n)} mit ganzen {\displaystyle m,n} auf eindeutige Weise, zum Beispiel ist
{\displaystyle (3,-2)=(1,0)+(1,0)+(1,0)-(0,1)-(0,1).}
Genauso muss auf Ebene der Punkte auf einer elliptischen Kurve gedacht werden: Gibt es genau zwei Punkte {\displaystyle P_{1}} und {\displaystyle P_{2}}, die im Wesentlichen alle anderen auf eindeutige Weise erzeugen, so entsteht gedanklich durch eine „P1“-Achse und „P2“-Achse ein zweidimensionales Gitter.

Schaubild der L-Funktion zu {\displaystyle y^{2}=x^{3}+x^{2}-x} mit erkennbar keiner Nullstelle in {\displaystyle x=1}.
Schaubild der L-Funktion zu {\displaystyle y^{2}=x^{3}-16x+16}. In {\displaystyle x=1} liegt eine einfache Nullstelle vor (die x-Achse wird geschnitten und nicht berührt).
Schaubild der L-Funktion zu {\displaystyle y^{2}=x^{3}-7x+10}. Es liegt eine Nullstelle zweiter Ordnung in {\displaystyle x=1} vor.
Schaubild der L-Funktion zu {\displaystyle y^{2}=x^{3}-4x+64}. Es liegt eine Nullstelle dritter Ordnung in {\displaystyle x=1} vor.

Null „Erzeuger“; nur endlich viele rationale Punkte auf {\displaystyle y^{2}=x^{3}+x^{2}-x} (siehe obiges Beispiel).
Genau ein „Erzeuger“, nämlich {\displaystyle 1} in dieser Graphik. Ein Punkt {\displaystyle P} auf der Kurve {\displaystyle y^{2}=x^{3}-16x+16} erzeugt im Wesentlichen alle anderen rationalen Punkte.[5]
Zwei „Erzeuger“, nämlich {\displaystyle (1,0)} und {\displaystyle (0,1)} in dieser Graphik. Zwei Punkte {\displaystyle P_{1}} und {\displaystyle P_{2}} auf der Kurve {\displaystyle y^{2}=x^{3}-7x+10} erzeugen im Wesentlichen alle anderen rationalen Punkte.[6]
Drei „Erzeuger“, nämlich {\displaystyle (1,0,0)}, {\displaystyle (0,1,0)} und {\displaystyle (0,0,1)} in dieser Graphik. Drei Punkte {\displaystyle P_{1}}, {\displaystyle P_{2}} und {\displaystyle P_{3}} auf der Kurve {\displaystyle y^{2}=x^{3}-4x+64} erzeugen im Wesentlichen alle anderen rationalen Punkte.[7]

Der Ausdruck „im Wesentlichen“ bedeutet, dass es bei elliptischen Kurven stets endlich viele „Ausnahmepunkte“ geben kann, die sich „gänzlich“ nicht aus den Erzeugern generieren lassen. Genauer gesagt gibt es stets eine (sogar eindeutige) Zerlegung
{\displaystyle \mathrm {Beliebiger} \,\,\,\mathrm {Punkt} =\underbrace {\mathrm {Generierter} \,\,\,\mathrm {Punkt} } _{\text{ab „Dimension 1“ unendlich viele}}\oplus \,\,\,\,\underbrace {\mathrm {Ausnahmepunkt} } _{\text{stets nur endlich viele}}.}
Somit muss stets bis auf diese endlich vielen Ausnahmepunkte gedacht werden.
```
Vermutung von Birch und Swinnerton-Dyer: Die Nullstellenordnung der zur elliptischen Kurve 

  

    

      

        
E

      

    

    
{\displaystyle E}

  

 zugeordneten mathematischen Funktion 

  

    

      

        

          
L

          

            
E

          

        

      

    

    
{\displaystyle L_{E}}

  

 an der Stelle 

  

    

      

        
x

        
=

        
1

      

    

    
{\displaystyle x=1}

  

 ist eine „Dimensionszahl“. Sie gibt exakt an, wie viele rationale Punkte man mindestens braucht, um im Wesentlichen alle anderen rationalen Punkte auf 

  

    

      

        
E

      

    

    
{\displaystyle E}

  

 durch „Addition“ und „Subtraktion“ zu generieren.
```

Die Vermutung von Birch und Swinnerton-Dyer ist also eine Variante der Lokal-Global-Prinzips: Da alle lokalen Teilsysteme der elliptischen Kurve gleichzeitig die Funktion {\displaystyle L_{E}} in ihrem „Zusammenspiel“ definieren, sollten diese der Lokal-Global-Philosophie folgend etwas über die Gleichung {\displaystyle y^{2}=x^{3}+x^{2}-x} in den rationalen Zahlen wissen.
Die Existenz einer Form der „Addition“ auf elliptischen Kurven wird auch in den sogenannten „Elliptic-curve“-Primzahltests, in HW Lenstras „Elliptic-curve“-Faktorisierungsmethode und in „public-key“-Verschlüsselungsverfahren in der Kryptographie ausgenutzt. Dazu braucht man Kurven mit möglichst vielen rationalen Punkten und nutzt die Schwierigkeit aus, die Ausgangsdaten für die additive Erzeugung großer rationaler Punkte der Kurve zu finden. Siehe dazu Elliptische-Kurven-Kryptosysteme.

## Benötigte Grundlagen und Formulierung

### Notation
Es werden die folgenden üblichen Notationen verwendet:
- {\displaystyle \mathbb {N} =\{1,2,3,\ldots \}} für die natürlichen Zahlen.
- {\displaystyle \mathbb {Z} =\{\ldots ,-2,-1,0,1,2,3,\ldots \}} für die ganzen Zahlen.
- {\displaystyle \mathbb {Q} } für die rationalen Zahlen.
- {\displaystyle \mathbb {R} } für die reellen Zahlen.
- {\displaystyle \mathbb {C} } für die komplexen Zahlen. Es bezeichnen {\displaystyle \mathrm {Re} (z)} und {\displaystyle \mathrm {Im} (z)} den Real- bzw. Imaginärteil der komplexen Zahl {\displaystyle z}.
- Es bedeutet {\displaystyle x\in M}, dass {\displaystyle x} ein Element der Menge {\displaystyle M} ist, und {\displaystyle x\notin M} dass es kein Element der Menge {\displaystyle M} ist. Zum Beispiel ist {\displaystyle -{\tfrac {1}{3}}\in \mathbb {Q} } und {\displaystyle -{\tfrac {1}{3}}\notin \mathbb {Z} }.
- Es bezeichnet {\displaystyle e^{x}} die natürliche Exponentialfunktion und {\displaystyle \log(x)} den natürlichen Logarithmus.

### Rechnen mit rationalen Zahlen
Die Vermutung von Birch und Swinnerton-Dyer beschäftigt sich mit sog. rationalen Punkten. Für ein näheres Verständnis ist das Rechnen mit rationalen Zahlen bzw. „Brüchen“ also unverzichtbar. Eine reelle Zahl – anschaulich jede mögliche Länge auf einem Strahl ohne „kleinste Einheit“ – {\displaystyle x} heißt rational, falls sie als Quotient zweier ganzer Zahlen geschrieben werden kann, also {\displaystyle x={\tfrac {a}{b}}} mit irgendwelchen ganzen Zahlen {\displaystyle a} und {\displaystyle b}. Dabei ist {\displaystyle a} der Zähler und {\displaystyle b} der Nenner. Beispiele für rationale Zahlen sind {\displaystyle {\tfrac {1}{2}},{\tfrac {3}{1}}=3,{\tfrac {4}{20}}}. Es handelt sich also anschaulich genau um jene Bruchteile, die entstehen, wenn eine „zählbare“ Anzahl von Dingen (wie „17 Euro“) auf eine ebenfalls „zählbare“ Personengruppe (zum Beispiel „4 Personen“) verteilt werden soll. Der entstehende Bruch kann dann als „Anteil für jede Person“ interpretiert werden.
Mit rationalen Zahlen kann gerechnet werden: Die Addition wird über Bildung des kleinsten gemeinsamen Nenners realisiert, und bei der Multiplikation werden Zähler und Nenner jeweils miteinander multipliziert.

### Algebraische Kurven

Zahlenstrahl (oben), ebene kartesische Koordinaten (unten)

Der Begriff des Punkts spielt für die Vermutung von Birch und Swinnerton-Dyer eine wichtige Rolle. Besondere Bedeutung kommt hierbei dem Zusammenspiel zwischen dem örtlichen Aspekt eines Punktes (Geometrie) und dem quantitativen Aspekt (Zahlentheorie) zu. Anschaulich ist ein Punkt ein Objekt „ohne jede Ausdehnung“. In der Euklidischen Ebene kann ein Punkt {\displaystyle P} stets durch Angabe kartesischer Koordinaten angegeben werden, man schreibt dann {\displaystyle P=(x,y)}. Bei {\displaystyle x} und {\displaystyle y} handelt es sich um reelle Zahlen, und die Ebene wird dadurch definiert, dass man jede mögliche Kombination von Längen {\displaystyle x} und {\displaystyle y} zweier Zahlenstrahlen betrachtet. Diese Zahlenstrahlen lassen sich als zwei Achsen visualisieren, die die Ebene „aufspannen“ (siehe Bild).
Ein bedeutender Gegenstand der ebenen Geometrie ist das Studium von Figuren in der Ebene. Dazu zählen zum Beispiel Geraden, Kreise, Hyperbeln, Parabeln oder auch Ellipsen. All diese Figuren haben gemeinsam, dass sie aus einer Teilmenge aller Punkte der Ebene entstehen. Zum Beispiel ist jeder Punkt auf einem Kreis Teil der Ebene, aber nicht jeder Punkt der Ebene ist Teil des Kreises. Mehr noch: Gerade die explizite Auswahl bestimmter Punkte und deren „Zusammenwirken“ ergibt den Kreis. Entscheidend ist daher die Frage, nach welchen Kriterien man alle Punkte auf einer Figur bestimmen kann. Gleichbedeutend kann gefragt werden, in welcher Gemeinsamkeit sich die Punkte einer Figur von all den anderen Punkten in der Ebene unterscheiden.
Theoretisch lassen sich beliebig willkürliche „Figuren“ durch Auswahl völlig zufälliger Punkte formen – die Möglichkeiten sind unbegrenzt. Dennoch wird, angefangen in der Schulmathematik, gleich zu Beginn der Fokus auf ganz bestimmte Figuren gelegt, angefangen mit der Geraden. Ihre geometrische Natürlichkeit korrespondiert zur Algebra, denn die Gemeinsamkeit der Punkte {\displaystyle (x,y)} auf einer Geraden kann mit den vier Grundrechenarten erklärt werden. Verläuft die Gerade nicht parallel zur „y-Achse“, so existieren stets zwei Zahlen {\displaystyle m} und {\displaystyle c}, sodass ihre Punkte sämtlich von der Gestalt {\displaystyle (x,mx+c)} sind. Da die zweite Koordinate traditionell als {\displaystyle y} geschrieben wird, ist die (äquivalente) Beschreibung {\displaystyle y=mx+c} als Gleichung sehr gebräuchlich. Während in der Ebene bei der Wahl eines Punktes völlige Offenheit herrschte, ist die Geradenvorschrift mathematisch diskriminierend, denn durch die (freie) Auswahl der ersten Koordinate {\displaystyle x} bleibt für die zweite Koordinate lediglich der Wert {\displaystyle mx+c} übrig, alle anderen „Kandidaten“ scheiden aus und sind nicht Teil der Geraden.
Eine algebraische Kurve ist nun allgemein eine Familie von Punkten in der Ebene, deren Komponenten {\displaystyle x} und {\displaystyle y} alle eine gemeinsame algebraische Relation erfüllen. Das bedeutet, dass es eine Gleichung gibt, in der ausschließlich endlich oft addiert, subtrahiert, multipliziert und dividiert wird, die von allen Punkten gleichzeitig erfüllt wird. Wie oben gesehen erfüllen die Punkte {\displaystyle (x,y)} auf (den meisten) Geraden eine algebraische Relation {\displaystyle y=mx+c} mit festen Zahlen {\displaystyle m} und {\displaystyle c}. Aber auch algebraische Gleichungen höheren Grades sind möglich. Die Normalparabel besteht aus allen Punkten der Form {\displaystyle (x,y)=(x,x^{2})}, und der Kreis mit Radius 1 und dem Ursprung {\displaystyle (0,0)} als Mittelpunkt besteht genau aus allen Punkten {\displaystyle (x,y)}, sodass
{\displaystyle x^{2}+y^{2}=1}
gilt. Dies kann mit dem Satz des Pythagoras gezeigt werden (siehe Bild). Die Formulierung, dass eine Kurve über den rationalen Zahlen definiert sei, bedeutet ferner, dass alle involvierten Polynome zur Definition der Kurve ausschließlich rationale Zahlen verwenden.

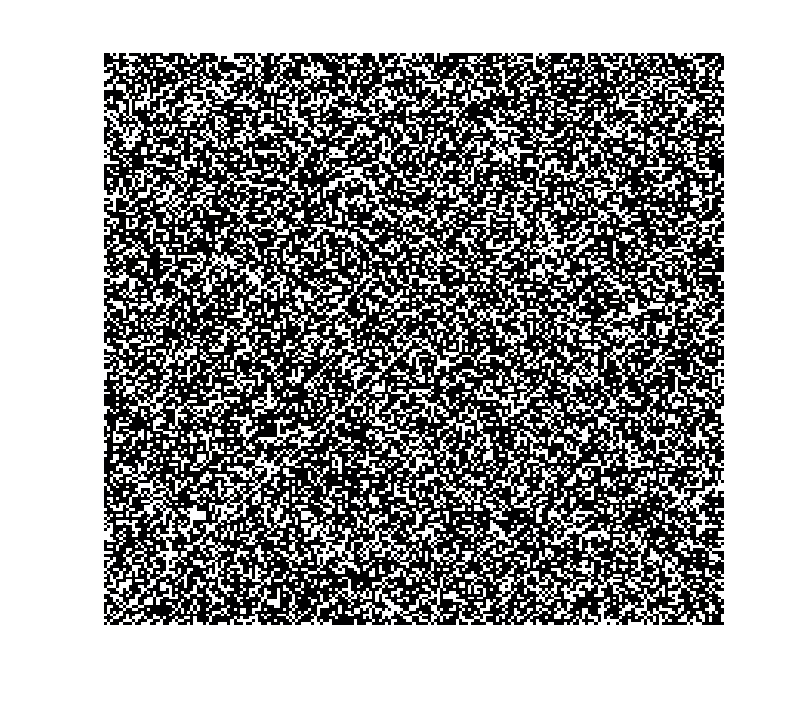
Es gibt unzählige Möglichkeiten, Punkte (hier in Schwarz) aus der Ebene zu wählen. Was könnte eine „Gemeinsamkeit“ all dieser Punkte sein?
Bei einer algebraischen Kurve haben alle ausgewählten Punkte {\displaystyle (x,y)} eine grundrechnerische Gemeinsamkeit. Hier {\displaystyle y=2x}.
Jeder Punkt {\displaystyle (x,y)} auf dem Einheitskreis induziert ein rechtwinkliges Dreieck mit Kathetenlängen {\displaystyle |x|,|y|} und Hypotenusenlänge {\displaystyle 1}. Nach dem Satz des Pythagoras gilt demnach stets {\displaystyle x^{2}+y^{2}=1}. Also ist auch der Kreis eine algebraische Kurve.
Schaubild der elliptischen Kurve {\displaystyle y^{2}=x^{3}-3x+1}

Bei einer elliptischen Kurve {\displaystyle E} über den rationalen Zahlen handelt es sich um eine Kurve, deren Punkte {\displaystyle (x,y)} eine Gleichung der Form
{\displaystyle y^{2}+a_{1}xy+a_{3}y=x^{3}+a_{2}x^{2}+a_{4}x+a_{6}}
erfüllen (mit einer Zusatzbedingung an die Werte {\displaystyle a_{j}}, siehe unten). Bei {\displaystyle a_{1},a_{2},a_{3},a_{4},a_{6}} handelt es sich um feste, also kurvenspezifische, rationale Zahlen. Dabei liegt das Augenmerk auf der dritten Potenz {\displaystyle x^{3}}, die eine deutliche Verkomplizierung der Gleichung gegenüber quadratischen Kreisgleichungen mit sich bringt. Aus diesem Grund zählen elliptische Kurven nicht zu den linearen oder quadratischen Kurven, sondern sind kubische Kurven. Explizites Beispiel einer elliptischen Kurve über den rationalen Zahlen ist {\displaystyle y^{2}=x^{3}-3x+1} (siehe Bild). Durch geeignete Variablenwechsel können elliptische Kurven über den rationalen Zahlen stets in die stark vereinfachte Form
{\displaystyle y^{2}=x^{3}+ax+b}
mit {\displaystyle a,b\in \mathbb {Q} } gebracht werden.
Algebraische Kurven können in ihrem Ausmaß, etwa bezüglich des Grades der involvierten Polynome, beliebig kompliziert sein. Etwa definiert auch
{\displaystyle 13y^{7}x^{2}-31x^{2}+115xy=91}
eine algebraische Kurve. In manchen Fällen kann es helfen, mit einer Parametrisierung zu arbeiten. Damit ist eine Abbildung gemeint, die einem „isolierten“ Parameter einen Punkt auf der Kurve zuordnet. Ohne Mühe ist erkennbar, dass die Abbildungen {\displaystyle t\mapsto (t,mt+c)} bzw. {\displaystyle t\mapsto (t,t^{2})} Geraden bzw. die Normalparabel parametrisieren. Mit etwas mehr Aufwand kann gezeigt werden, dass
{\displaystyle t\mapsto \left({\frac {1-t^{2}}{1+t^{2}}},{\frac {2t}{1+t^{2}}}\right)}
den Einheitskreis parametrisiert, denn es gilt {\displaystyle (1-t^{2})^{2}+(2t)^{2}=1+2t^{2}+t^{4}=(1+t^{2})^{2}}, also mit den Rechenregeln für Brüche
{\displaystyle \left({\frac {1-t^{2}}{1+t^{2}}}\right)^{2}+\left({\frac {2t}{1+t^{2}}}\right)^{2}={\frac {(1-t^{2})^{2}}{(1+t^{2})^{2}}}+{\frac {(2t)^{2}}{(1+t^{2})^{2}}}={\frac {(1+t^{2})^{2}}{(1+t^{2})^{2}}}=1.}

### Rationale Punkte
Die gegenseitige Lage der Punkte auf einer Kurve sagt etwas über ihre Geometrie aus. Eine zunächst andere Frage geht in die Richtung der Eigenschaften ihrer Punkte. Die „Zahlentheorie auf einer Kurve“ etwa fragt, „wie viele“ rationale Punkte auf einer bestimmten Kurve liegen. Ein Punkt {\displaystyle (x,y)} heißt dabei rational, falls beide Komponenten {\displaystyle x} und {\displaystyle y} rationale Zahlen sind, wie zum Beispiel {\displaystyle ({\tfrac {1}{2}},-{\tfrac {3}{4}})}.
Im Falle der Normalparabel, aber auch des Einheitskreises, sieht man über die Parametrisierungen {\displaystyle t\mapsto (t,t^{2})} bzw. {\displaystyle t\mapsto ({\tfrac {1-t^{2}}{1+t^{2}}},{\tfrac {2t}{1+t^{2}}})} recht schnell, dass unendlich viele rationale Punkte auf beiden Kurven liegen müssen. Wird der Parameter {\displaystyle t} rational gewählt, so müssen die entsprechenden Punkte rational sein, da die rationalen Zahlen unter den vier Grundrechenarten abgeschlossen sind. Beispiel für einen rationalen Punkt auf dem Einheitskreis ist {\displaystyle ({\tfrac {5}{13}},{\tfrac {12}{13}})}, denn es gilt
{\displaystyle \left({\tfrac {5}{13}}\right)^{2}+\left({\tfrac {12}{13}}\right)^{2}={\tfrac {25}{169}}+{\tfrac {144}{169}}={\tfrac {169}{169}}=1.}
Multipliziert man beide Seiten mit {\displaystyle 13^{2}}, erhält man {\displaystyle 5^{2}+12^{2}=13^{2}}. Generell gibt es eine enge Korrespondenz zwischen rationalen Punkten auf dem Einheitskreis und sog. pythagoräischen Tripeln.
Falls eine algebraische Kurve über den rationalen Zahlen definiert ist, heißt das allerdings noch nicht, dass sie viele rationale Punkte haben muss. Allgemein ist es mathematisch ein sehr schweres Problem, zu entscheiden, welche rationalen Punkte auf einer Kurve über den rationalen Zahlen liegen, oder überhaupt irgendeinen solchen Punkt zu finden. Ein Grund dafür ist die Vermischung der Addition und Multiplikation, die beim Aufbau einer Kurve zwangsläufig entstehen kann, die sich aber im Allgemeinen nicht mehr „entwirren“ lässt. Einige Beispiele demonstrieren diese Problematik:
- Während lineare und quadratische Gleichungen einer Variablen elementar aufgelöst werden können, letztere mit der aus der Schulmathematik bekannten Mitternachtsformel, gibt es zum Beispiel für Gleichungen der Form {\displaystyle x^{5}+ax^{4}+bx^{3}+cx^{2}+dx+e=0} (und auch höheren Grades) kein allgemeines Lösungsverfahren, bzw. keine Möglichkeit, die Lösungen ganz allgemein geschlossen durch Wurzelausdrücke zu schreiben.[24]
- Während die Gleichung {\displaystyle x^{2}+y^{2}=z^{2}} unendlich viele nicht-triviale ganze Lösungen besitzt, wie zum Beispiel {\displaystyle 3^{2}+4^{2}=5^{2}} oder {\displaystyle 13312^{2}+261975^{2}=262313^{2}}, war es lange Zeit eine offene Frage, ob auch für {\displaystyle x^{n}+y^{n}=z^{n}} mit {\displaystyle n\geq 3} ganzzahlige Lösungen mit {\displaystyle x,y,z\geq 1} existieren. Das Problem korrespondiert dabei – nach beidseitiger Division durch {\displaystyle z^{n}} – zu den rationalen Punkten der algebraischen Kurven

{\displaystyle x^{3}+y^{3}=1},
{\displaystyle x^{4}+y^{4}=1},
{\displaystyle x^{5}+y^{5}=1}
usw.
Der Große Fermatsche Satz, der dies verneint, konnte erst Ende des 20. Jahrhunderts unter großen Anstrengungen gezeigt werden. Dabei wurde nicht die Gleichung umgeformt oder aufgelöst, etwa durch den wirkungslosen „Ansatz“ {\displaystyle x={\sqrt[{n}]{z^{n}-y^{n}}}}, sondern ein Resultat über elliptische Kurven bewiesen, die zu den Fermat-Gleichungen korrespondieren.
Die Mathematik ist an rationalen Punkten auf Kurven, trotz der damit einhergehenden immensen Schwierigkeiten, interessiert, da sich die tiefere Natur der Zahlen gerade durch ihr Zusammenspiel mit Addition und Multiplikation offenbart. Während die obige Situation von Kurven mit linearen bzw. quadratischen Polynomen einfach zu behandeln ist, gibt es für elliptische Kurven bis heute kein (bewiesenes) allgemeines Verfahren, um zu entscheiden, wie viele rationale Punkte auf ihr liegen. Die Vermutung von Birch und Swinnerton-Dyer gibt sehr grob gesprochen ein solches Verfahren an.

### Die Diskriminante einer elliptischen Kurve
In der Mathematik hilft es oft, komplizierten Objekten „Kennzahlen“ zuzuordnen. Diese sollen zum Beispiel dabei helfen, diese Objekte in ihrer Grundstruktur auseinanderzuhalten, oder entscheidende Informationen preiszugeben:
- Der Erwartungswert eines Glücksspiels kann entscheiden, ob dieses fair ist oder nicht, ohne weitere Details über dessen Regeln preiszugeben.
- Die Determinante eines linearen Gleichungssystems sagt aus, ob dieses eindeutig auflösbar ist oder nicht.

Auch elliptischen Kurven kann eine „Kennzahl“ zugeordnet werden. Man bezeichnet diese als Diskriminante. Für {\displaystyle E\colon y^{2}=x^{3}+ax+b} berechnet sich diese durch
{\displaystyle D_{E}=-16(4a^{3}+27b^{2}).}
Ist {\displaystyle D_{E}\not =0}, so nennt man {\displaystyle E} nicht-singulär. Der Fall {\displaystyle D_{E}=0} korrespondiert zu singulären kubischen Kurven. Letztere unterscheiden sich in der Theorie von den elliptischen Kurven und werden im Rahmen der Vermutung von Birch und Swinnerton-Dyer nicht untersucht. Anschaulich bedeutet singulär, dass die Kurve „Knicke“ oder „Schleifen“ hat.

### Gruppen

#### Definition und Anschauung

Die Achsendrehungen eines Zauberwürfels erzeugen eine Gruppe, nämlich die Menge aller Manipulationsmöglichkeiten: „Nichts tun“ entspricht dem neutralen Element, und jede Abfolge von Drehungen kann durch (umgekehrtes) nacheinander „in die andere Richtung drehen“ rückgängig gemacht werden, was die jeweils inverse Operation gibt.

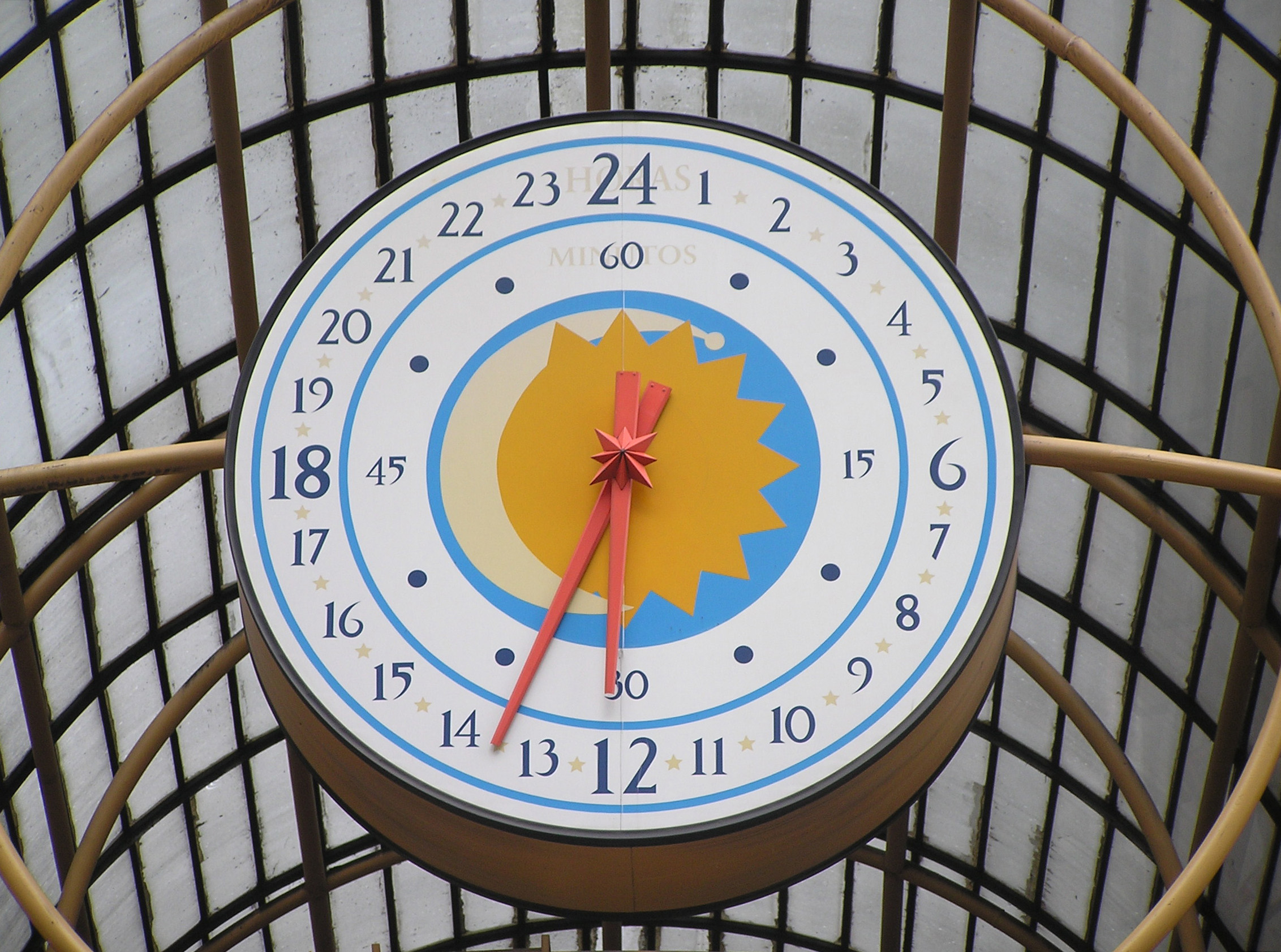
24-Stunden-Anzeige in Brasilien für die Visualisierung der Gruppe aller vollen Stunden

Gruppen wurden in der Mathematik eingeführt, um das Rechnen mit Zahlen zu verallgemeinern. Bei einer Gruppe handelt es sich um eine Menge von Objekten, zum Beispiel die ganzen Zahlen
{\displaystyle \{\ldots ,-3,-2,-1,0,1,2,3,4,\ldots \}}
und eine Verknüpfung auf dieser Menge, sodass gewisse Eigenschaften erfüllt sind. Mit Verknüpfung ist gemeint, dass man aus je zwei Elementen der Menge ein neues Element derselben erzeugen kann. Im Falle der ganzen Zahlen ist eine solche zum Beispiel die Addition: Die Summe zweier ganzer Zahlen ist wiederum eine ganze Zahl. Zusätzlich soll für eine Gruppe {\displaystyle G} mit Verknüpfung {\displaystyle *} gelten:
- Assoziativgesetz: Die Klammerung bei der Verknüpfung ist egal. Zum Beispiel gilt {\displaystyle (a*b)*c=a*(b*c)} für alle {\displaystyle a,b,c\in G}. Es ist also unerheblich, welche Verknüpfung in einer Kette von solchen zuerst ausgeführt wird, solange die Reihenfolge der Elemente nicht verändert wird. Dies ist offenbar bei der Addition in den ganzen Zahlen erfüllt, etwa gilt {\displaystyle 2+(1+4)=(2+1)+4=7}.
- Existenz eines neutralen Elements: Es existiert ein Element {\displaystyle e\in G}, das bei Verknüpfung mit einem beliebigen anderen Element dieses unverändert lässt. Es gilt also {\displaystyle a*e=e*a=a} für alle Elemente {\displaystyle a\in G}. In obigem Beispiel ist das neutrale Element die Null, denn es gilt {\displaystyle 3+0=3} und allgemein {\displaystyle n+0=n} für jede (ganze) Zahl {\displaystyle n}.
- Existenz des Inversen: Zu jedem Element {\displaystyle a\in G} gibt es ein Inverses, allgemein bezeichnet mit {\displaystyle a^{-1}\in G}, sodass {\displaystyle a*a^{-1}=a^{-1}*a=e} gilt, also unter Verknüpfung das neutrale Element herauskommt. In obigem Beispiel der ganzen Zahlen ist {\displaystyle -n} das Inverse zu {\displaystyle n}, da stets {\displaystyle n-n=0} gilt.

Es gibt unter den Gruppen auch solche, die mit Zusatzeigenschaften auffallen.
- Gilt zusätzlich zu den Gruppeneigenschaften noch das Kommutativgesetz, also {\displaystyle a*b=b*a} für alle {\displaystyle a,b\in G}, so spricht man auch von einer abelschen Gruppe (zu Ehren von Niels Henrik Abel). Zum Beispiel ist {\displaystyle \mathbb {Z} } eine abelsche Gruppe, da die Summe zweier Zahlen nach deren Vertauschung unverändert bleibt.

Es gibt zahlreiche weitere Beispiele für Gruppen, etwa die Menge der rationalen Zahlen ohne die Null, in Zeichen {\displaystyle \mathbb {Q} \setminus \{0\}}, mit der Multiplikation als Verknüpfung (das neutrale Element ist dann die {\displaystyle 1}). Von Interesse sind jedoch auch endliche Gruppen. Ein alltägliches Beispiel ist das Rechnen mit Stunden und Uhrzeiten. Da man sich bei Tageszeiten nicht immer für das genaue Datum interessiert, beginnt der neue Tag nach „Stunde Null“ nicht (nur) mit „Stunde 24“, sondern wieder mit „Stunde Null“ (erkennbar beim Übergang von 23:59:59 zu 00:00:00 auf einer digitalen Uhr). Die Stundenanzeige weist also ein 24-periodisches Muster auf. Es ist dennoch möglich, in diesem Stundensystem in einer Addition zu rechnen. Ist das Datum nicht von Belang, ändert eine Addition von {\displaystyle \ldots ,-24,0,24,48,\ldots } usw. Stunden nichts. Es ist in diesem Sinne zum Beispiel
{\displaystyle 3+17=20,\qquad 23+4=3,\qquad 7-13=18.}
Somit bildet das Kollektiv „aller vollen Stunden“ {\displaystyle \{0,1,2,\ldots ,23\}} zusammen mit der eben erklärten „Addition“ eine endliche, abelsche Gruppe (mit {\displaystyle 0} als neutralem Element). In endlichen Gruppen ist es zwangsläufig so, dass die ständige Verknüpfung eines Elementes mit sich selbst irgendwann wieder beim neutralen Element mündet, im Falle der Stunden zum Beispiel
{\displaystyle \underbrace {1+1+\cdots +1} _{24-{\text{mal}}}=0,\qquad \underbrace {3+3+\cdots +3} _{8-{\text{mal}}}=0,\qquad 12+12=0.}
Man nennt die kleinste benötigte natürliche Anzahl der Verknüpfungen zur Erreichung des neutralen Elements auch die Ordnung des betroffenen Elements. Zum Beispiel ist in obigem Beispiel die Ordnung der {\displaystyle 12} gerade {\displaystyle 2}. Der Effekt des ständigen Verknüpfens eines Elements mit sich selbst bildet in endlichen Gruppen also einen „Kreislauf“, da ab dem neutralen Element wieder „von vorne“ begonnen wird. Zu beachten ist in diesem Kontext, dass analoge 24-Stunden-Uhren eine kreisförmige Form besitzen (siehe Bild). Zusätzlich kann bemerkt werden, dass sich dieses Beispiel an der Kuriosität von 24 Stunden orientiert, analoge Überlegungen aber für jede beliebige Zahl an Elementen funktionieren. Gruppen {\displaystyle \{0,1,2,\ldots ,n-1\}} wie die obige mit allgemein {\displaystyle n} Elementen bezeichnet man auch mit {\displaystyle \mathbb {Z} /n\mathbb {Z} } (im Falle der vollen Stunden also mit {\displaystyle \mathbb {Z} /24\mathbb {Z} }).

#### Erzeuger von Gruppen
Besonders „übersichtlich“ werden Gruppen, wenn man eine kleine Anzahl ihrer Elemente hinschreiben kann, die mit Hilfe der Verknüpfung jedes andere Element erzeugen können.
- Es ist {\displaystyle 1} ein Erzeuger der additiven Gruppe {\displaystyle \mathbb {Z} }, denn durch

{\displaystyle 1,}
{\displaystyle 1+1,}
{\displaystyle 1+1+1,}
{\displaystyle 1+1+1+1,}
{\displaystyle \ldots }
werden alle positiven ganzen Zahlen durch sukzessive Addition erzeugt. Hierbei werden gleich zwei wichtige Prinzipien deutlich: Zu einem Erzeuger muss auch stets das inverse Element Beachtung finden (denn dieses ist eindeutig bestimmt, womit keine „wirklich neue“ Information hinzukommt), ergo ergänzen {\displaystyle -1,(-1)+(-1),(-1)+(-1)+(-1),\ldots } die Liste um die negativen ganzen Zahlen, und zweitens wird das neutrale Element {\displaystyle 0} stets trivial erzeugt, etwa durch {\displaystyle 1-1=0}. Man schreibt dann auch: {\displaystyle \langle 1\rangle =\mathbb {Z} }.
- Es ist {\displaystyle 1} – nach demselben Prinzip wie oben – ein Erzeuger der Gruppe {\displaystyle \mathbb {Z} /24\mathbb {Z} }. Allerdings ist zum Beispiel auch {\displaystyle 5} ein Erzeuger: Es kann jede Stundenzeit durch Zeitintervalle von je 5 Stunden generiert werden:

{\displaystyle 5=5,}
{\displaystyle 5+5=10,}
{\displaystyle 5+5+5=15,}
{\displaystyle 5+5+5+5=20,}
{\displaystyle 5+5+5+5+5=1,}
{\displaystyle \ldots }
{\displaystyle 5+5+5+5+5+5+5+5+5+5+5=7}
{\displaystyle \ldots }
und füllt man die Lücken, entsteht jede Uhrzeit {\displaystyle \not =0} genau einmal, bevor schließlich {\displaystyle \underbrace {5+5+5+\cdots +5} _{24-{\text{mal}}}=0}. Das zeigt, dass Erzeuger, selbst bis auf Invertierung, nicht eindeutig sind. Es gilt {\displaystyle \langle 1\rangle =\langle 5\rangle =\mathbb {Z} /24\mathbb {Z} }. Bei der Verwendung der Zeichen {\displaystyle \langle ,\rangle } wird im Hintergrund stets in der Struktur der gerade untersuchten Gruppe gedacht.
Bei Weitem nicht alle Gruppen lassen sich durch ein einzelnes Element erzeugen. Gruppen, die das vermögen, nennt man zyklisch, und sind aus mathematischer Sicht besonders einfach. Die obigen Beispiele zeigen, dass {\displaystyle \mathbb {Z} } und {\displaystyle \mathbb {Z} /24\mathbb {Z} } zyklisch sind.

#### Gruppenisomorphismen
Um die „universelle Struktur“ hinter einer Gruppe, also quasi das detaillierte Netz des Zusammenspiels aller Elemente, zu erfassen, kann es hinderlich sein, sich zu sehr auf die gewählten Symbole für die Bezeichnung ihrer Elemente oder den Anwendungskontext zu fokussieren. Daher bezeichnet man zwei Gruppen {\displaystyle G_{1}} und {\displaystyle G_{2}} als isomorph, in Zeichen {\displaystyle G_{1}\cong G_{2}}, falls es
1. eine Eins-zu-Eins-Korrespondenz zwischen ihren Elementen gibt,
2. und sich die Gruppengesetze beim „Wechsel in die andere Gruppe“ nicht ändern.

So könnte die obige Gruppe {\displaystyle \mathbb {Z} /24\mathbb {Z} =\{0,1,2,\ldots ,23\}} auch als {\displaystyle \{A,B,C,\ldots ,X\}} bezeichnet werden (mit {\displaystyle 0\leftrightarrow A}, {\displaystyle 1\leftrightarrow B} usw.), und gemäß des Isomorphismus würde sich zum Beispiel die Rechnung
{\displaystyle 23+4=3} in {\displaystyle X+E=D}
übersetzen. Dies verdeutlicht erneut die Nützlichkeit von Isomorphismen: Die Untersuchung einer Struktur hängt nicht von kulturellen Aspekten, etwa der Benennung von Zahlen mit arabischen Symbolen, oder dem Untersuchungskontext, ab - es kommt nur auf das exakte Zusammenspiel ihrer Elemente an, egal wie sie „heißen“. Ferner wird damit ein „Brückenbau“ zwischen Theorien ermöglicht: Wie gesehen, hat die abstrakte endliche Gruppe {\displaystyle \mathbb {Z} /24\mathbb {Z} } Anwendungen auf die menschengewählten Stundenzeiten – taucht aber auch in der Zahlentheorie im Kontext der Zahl 24 auf.
Es kann auch passieren, dass zwei Gruppen mit scheinbar „unterschiedlichen“ Verknüpfungen isomorph sind, also letztlich über exakt die gleiche Struktur verfügen. Ein Beispiel ist der „2-Stunden-Tag“ {\displaystyle \mathbb {Z} /2\mathbb {Z} =\{0,1\}} mit {\displaystyle 1+1=0} und die multiplikative Gruppe {\displaystyle \{1,-1\}}, denn es gilt ebenso {\displaystyle (-1)\cdot (-1)=1}; es liefert dann die Abbildung {\displaystyle \{0,1\}\to \{1,-1\}} mit {\displaystyle 0\mapsto 1,1\mapsto -1} den Isomorphismus.

#### Hauptsatz über endlich erzeugte abelsche Gruppen
Der zentrale Aspekt der Gruppenisomorphie macht es in der Gruppentheorie besonders einfach, mit „allen Gruppen“ zu arbeiten, da die Identifikation mittels Isomorphismen eine bequeme Form der Abstraktion ermöglicht. Ein, auch für die Vermutung von Birch und Swinnerton-Dyer, sehr wichtiges Beispiel ist die Klassifikation aller endlich erzeugten abelschen Gruppen. Dazu ist zunächst eine einfache Beobachtung wichtig: Man kann aus zwei Gruppen {\displaystyle G_{1}} und {\displaystyle G_{2}} eine neue Gruppe {\displaystyle G_{1}\times G_{2}} „bauen“, indem man für {\displaystyle g_{1}\in G_{1}} und {\displaystyle g_{2}\in G_{2}} mit den Tupeln {\displaystyle (g_{1},g_{2})} rechnet. Sind {\displaystyle G_{1}} und {\displaystyle G_{2}} additive Gruppen, definiert man folgende komponentenweise Verknüpfung auf {\displaystyle G_{1}\times G_{2}}
{\displaystyle (a,b)+(c,d):=(a+c,b+d).}
Auf diese Weise wird {\displaystyle \mathbb {Z} \times \mathbb {Z} } zu einer Gruppe, und es gilt {\displaystyle (11,-3)+(4,21)=(15,18)}. Es gibt keine Limitierung für diese sog. direkten Produkte, und so bilden auch {\displaystyle \mathbb {Z} \times \mathbb {Z} \times \mathbb {Z} } usw. Gruppen mit entsprechend vielen „Komponenten“. Es wird zudem abkürzend
{\displaystyle \mathbb {Z} ^{r}:=\underbrace {\mathbb {Z} \times \cdots \times \mathbb {Z} } _{r-{\text{mal}}}}
geschrieben (in dieser Notation ist {\displaystyle \mathbb {Z} ^{0}:=\{0\}} die triviale Gruppe). Ist nun {\displaystyle G} eine endlich erzeugte abelsche Gruppe, so kann gezeigt werden, dass es stets Zahlen {\displaystyle d_{1},\ldots d_{\ell }\in \mathbb {N} } sowie {\displaystyle r\geq 0} gibt mit einem Isomorphismus der Form
{\displaystyle G\cong \mathbb {Z} /d_{1}\mathbb {Z} \times \mathbb {Z} /d_{2}\mathbb {Z} \times \cdots \times \mathbb {Z} /d_{\ell }\mathbb {Z} \times \mathbb {Z} ^{r}.}
Stellt man gewisse Forderungen an die {\displaystyle d_{1},\ldots ,d_{\ell }}, so können diese in Termen von {\displaystyle G} eindeutig bestimmt werden. Es wird der endliche Teil {\displaystyle \mathbb {Z} /d_{1}\mathbb {Z} \times \mathbb {Z} /d_{2}\mathbb {Z} \times \cdots \times \mathbb {Z} /d_{\ell }\mathbb {Z} } auch als Torsionsteil bezeichnet; er beinhaltet alle Elemente, die sich mit ständiger Verknüpfung mit sich selbst irgendwann zu Null addieren, also den oben beschriebenen Kreislauf bilden. Der (im Fall {\displaystyle r>0}) unendliche Teil {\displaystyle \mathbb {Z} ^{r}} der Gruppe ist im Kontext der Vermutung von Birch und Swinnerton-Dyer von besonders großem Interesse.

### Das Gruppengesetz auf elliptischen Kurven und der Satz von Mordell-Weil

#### Einführung und Motivation durch Gerade und Kreis

Punktaddition auf der Geraden mit durch komponentenweises Addieren

Durch wird der Kreis mit Radius 1 und Mittelpunkt im Ursprung in der Euklidischen Ebene parametrisiert. Bildliche Veranschaulichung der Punktaddition auf dem Kreis.

Auf den rationalen Punkten einiger algebraischer Kurven kann ein Gruppengesetz erklärt werden. Ein Beispiel ist die Gerade mit Steigung {\displaystyle 2}. Diese ist gegeben durch die Ansammlung aller Punkte der Form {\displaystyle (x,2x)}. Zum Beispiel liegen die Punkte
{\displaystyle (1,2),\qquad (2,4),\qquad (-11,-22)}
auf dieser Geraden. Wegen der Proportionalität beider Komponenten – sie unterscheiden sich bloß um den Faktor {\displaystyle 2} – können Punkte auf der Geraden komponentenweise zu neuen Punkten addiert werden. Etwa liegt
{\displaystyle (1,2)+(2,4)=(3,6)}
erneut auf der Geraden. Dies funktioniert auch für nichtganze Punkte, da aber die rationalen Zahlen unter Addition selbst abgeschlossen sind (auch {\displaystyle \mathbb {Q} } bildet eine abelsche Gruppe), formen alle rationalen Punkte auf der Geraden mit Steigung {\displaystyle 2} eine abelsche Gruppe mit neutralem Element {\displaystyle (0,0)}. Durch die 1:1-Korrespondenz {\displaystyle x\leftrightarrow (x,2x)} ist diese Gruppe sogar isomorph zu {\displaystyle \mathbb {Q} }.
Auch für den Kreis {\displaystyle x^{2}+y^{2}=1} ist die Angabe eines Gruppengesetzes möglich (siehe auch Gruppe der rationalen Punkte auf dem Einheitskreis). Liegen die rationalen Punkte {\displaystyle (x,y)} und {\displaystyle (t,u)} auf dem Einheitskreis, so auch der rationale Punkt
{\displaystyle (x,y)\oplus (t,u):=(xt-uy,xu+yt)}.
Das Symbol {\displaystyle \oplus } für die Gruppenverknüpfung deutet an, dass es sich nicht mehr um eine „gewöhnliche Addition“ handelt. Mit dieser Verknüpfung können aus bekannten rationalen Punkten auf dem Einheitskreis neue gewonnen werden; so gilt
{\displaystyle \left({\tfrac {3}{5}},{\tfrac {4}{5}}\right)\oplus \left({\tfrac {5}{13}},{\tfrac {12}{13}}\right)=\left(-{\tfrac {33}{65}},{\tfrac {56}{65}}\right)}
wobei für die verknüpften Punkte {\displaystyle 3^{2}+4^{2}=25=5^{2}} und {\displaystyle 5^{2}+12^{2}=169=13^{2}} zu beachten ist. In der Tat gilt auch {\displaystyle (-33)^{2}+56^{2}=4225=65^{2}}. Es kann dieses Gesetz zwar direkt nachgerechnet werden, allerdings rührt es auf natürliche Weise aus der Parametrisierung des Kreises durch Sinus und Kosinus {\displaystyle \theta \mapsto (\cos(\theta ),\sin(\theta ))} (siehe Bild) und den Additionstheoremen der Winkelfunktionen her:
{\displaystyle \cos(\alpha +\beta )=\cos(\alpha )\cdot \cos(\beta )-\sin(\alpha )\cdot \sin(\beta ),}
{\displaystyle \sin(\alpha +\beta )=\sin(\alpha )\cdot \cos(\beta )+\cos(\alpha )\cdot \sin(\beta ).}
Das Gruppengesetz ergibt sich daraus unmittelbar durch {\displaystyle x:=\cos(\alpha ),y:=\sin(\alpha ),t:=\cos(\beta )} und {\displaystyle u:=\sin(\beta )}, und das Ergebnis kann geometrisch als der Punkt gedeutet werden, der sich nach Addition der Winkel der Ursprungspunkte ergibt. In der Winkelparametrisierung vereinfacht sich das Gruppengesetz also auf die Vorschrift
{\displaystyle (\cos(\alpha ),\sin(\alpha ))\oplus (\cos(\beta ),\sin(\beta ))=(\cos(\alpha +\beta ),\sin(\alpha +\beta )).}
Die genaue Struktur der Gruppe der rationalen Punkte auf dem Einheitskreis ist komplizierter als jene auf einer Geraden, kann aber auf mathematisch zufriedenstellende Art beschrieben werden.

#### Das Gruppengesetz auf elliptischen Kurven
Auch auf elliptischen Kurven über den rationalen Zahlen kann ein Gruppengesetz auf den rationalen Punkten definiert werden. Dieses lässt sich am besten geometrisch erklären. Werden zwei Punkte {\displaystyle P\not =Q} auf der Kurve verknüpft, wird zur Bestimmung des neuen Punktes die Gerade durch beide addierten Punkte gelegt, und der dritte Schnittpunkt mit der elliptischen Kurve an der x-Achse gespiegelt (zumindest dann, wenn Symmetrie zur x-Achse vorliegt, siehe Bild). Das neutrale Element {\displaystyle O} dieser Verknüpfung ist ein „Punkt“, der „unendlich weit entfernt“ liegt, und formal zur Kurve hinzugefügt wird. Dies bedeutet insbesondere, dass das Inverse eines Punktes stets die Spiegelung des Ursprungspunktes an der x-Achse ist (sofern die Terme {\displaystyle xy} und {\displaystyle y} in der Kurve nicht auftauchen). Der Beweis, dass die Kollektion aller rationalen Punkte inklusive {\displaystyle O} tatsächlich eine Gruppe bildet, ist wegen des notwendigen Nachweises des Assoziativgesetzes {\displaystyle P+(Q+R)=(P+Q)+R} mühsam.

Geometrische Interpretation der Addition auf einer elliptischen Kurve und Spiegelung am „unendlich entfernten Punkt“
Schaubild der Punktaddition {\displaystyle P+Q=(-2,3)} mit {\displaystyle P=(2,5)} und {\displaystyle Q=(4,9)} auf der elliptischen Kurve {\displaystyle y^{2}=x^{3}+17}.[41]
Bei der Verdopplung {\displaystyle P+P=({\tfrac {137}{64}},-{\tfrac {2651}{512}})} muss die Tangente der Kurve an {\displaystyle P=(-1,4)} gelegt werden.[41]
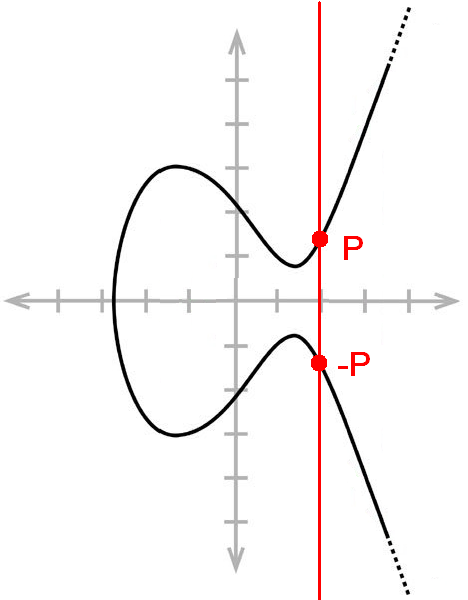
Das Inverse eines (rationalen) Punktes ist (im Falle einer normalisierten Form {\displaystyle y^{2}=x^{3}+ax^{2}+bx+c}) stets die Spiegelung an der x-Achse, denn der „dritte Schnittpunkt“ ist unendlich weit weg.

Das Phänomen des „unendlich fernen Punktes“ wird mathematisch mittels der projektiven Geometrie rigoros beschrieben. Erster Schritt ist dabei die Homogenisierung der Kurve unter Hinzufügung einer dritten Variable {\displaystyle z}, also {\displaystyle y^{2}z=x^{3}+axz^{2}+bz^{3}}, sodass alle Monome den gleichen Grad 3 haben.
Zwar lässt sich die Punktaddition auf einer elliptischen Kurve geometrisch anschaulich erklären, fußt aber – ähnlich wie beim Einheitskreis – auf der rechnerischen Seite vollends auf den vier Grundrechenarten. Eine geschlossene Formel ist jedoch mühsam hinzuschreiben. Dies ist von großer Wichtigkeit, weil es von Vorteil ist, elliptische Kurven auch über anderen Körpern als nur den reellen oder rationalen Zahlen zu studieren. Dazu gehören auch Körper, in denen eine oben angeführte geometrische Sichtweise gar nicht mehr möglich ist.
Es existieren auch Gruppengesetze für singuläre kubische Kurven. Diese Gruppen sind jedoch auf bestimmte Art andersartig als jene der elliptischen Kurven, durch rationale Parametrisierung vollständig beschrieben, und spielen bei der Vermutung von Birch und Swinnerton-Dyer daher keine Rolle.

#### Der Satz von Mordell-Weil
Bis heute existiert kein Verfahren, zu entscheiden, wie viele rationale Punkte eine beliebige elliptische Kurve hat. Allerdings weiß man, dass es stets „deutlich weniger“ rationale Punkte als im Falle etwa der Geraden {\displaystyle y=2x} oder des Einheitskreises {\displaystyle x^{2}+y^{2}=1} sind, sofern die Kurve nicht-singulär ist. Der Satz von Mordell-Weil besagt, dass die abelsche Gruppe {\displaystyle E(\mathbb {Q} )} der rationalen Punkte auf einer elliptischen Kurve {\displaystyle E} endlich erzeugt ist. Es gibt also stets eine endliche Anzahl von fest gewählten Punkten {\displaystyle P_{1},P_{2},\ldots ,P_{n}\in E(\mathbb {Q} )}, sodass sich jeder Punkt {\displaystyle P\in E(\mathbb {Q} )} in der Form
{\displaystyle P=m_{1}P_{1}+m_{2}P_{2}+\cdots +m_{n}P_{n}\qquad } (dabei ist für {\displaystyle n\geq 0} definiert: {\displaystyle nQ:=\underbrace {Q+\cdots +Q} _{n-{\text{mal}}}} bzw. {\displaystyle -nQ=\underbrace {-Q-\cdots -Q} _{n-{\text{mal}}}})
mit irgendwelchen {\displaystyle m_{j}\in \mathbb {Z} } schreiben lässt. Die Anzahl der benötigten Erzeuger kann selbstverständlich mit der Wahl der Kurve variieren. Nach der Klassifikation endlich erzeugter abelscher Gruppen gibt es also ein {\displaystyle r\geq 0}, sodass
{\displaystyle E(\mathbb {Q} )\cong E(\mathbb {Q} )_{\text{tors}}\times \mathbb {Z} ^{r},}
wobei {\displaystyle E(\mathbb {Q} )_{\text{tors}}} der Torsionsteil ist, also alle Punkte, die sich bei ständiger Addition mit sich selbst „im Kreis bewegen“. Die Zahl {\displaystyle r} ist durch die Kurve {\displaystyle E} fest bestimmt, also eine ihr zugehörige Größe, und heißt der algebraische Rang, oft aber auch einfach nur Rang, von {\displaystyle E}. Sie misst ab, „wie viele“ rationale Punkte auf {\displaystyle E} liegen. Etwa sind es im Fall {\displaystyle r=0} stets nur endlich viele, und ab Rang {\displaystyle r\geq 1} unendlich viele, aber das „Maß der Unendlichkeit“ nimmt mit steigendem algebraischem Rang zu. Die Vermutung von Birch und Swinnerton-Dyer macht eine Aussage über den algebraischen Rang einer elliptischen Kurve über den rationalen Zahlen.

### Elliptische Kurven über endlichen Körpern
In der Mathematik bezeichnet ein Körper eine Menge, innerhalb der, einfach gesprochen, mit den vier Grundrechenarten gerechnet werden kann. Dabei sollen die aus der Schulmathematik bekannten Regeln des Kommutativgesetzes (Vertauschbarkeit bei „Plus“ und „Mal“), Assoziativgesetzes (Vertauschbarkeit von Klammern bei „nur Plus“ oder „nur Mal“) und Distributivgesetzes („Ausklammern“ und „Ausmultiplizieren“) gelten. Außerdem muss stets das Element {\displaystyle 0} (neutrales Element der Addition) und {\displaystyle 1} (neutrales Element der Multiplikation) Teil eines Körpers sein. Insbesondere soll durch jede Zahl ungleich der {\displaystyle 0} dividiert werden können. Wichtige Beispiele sind der Körper der reellen Zahlen (Bezeichnung: {\displaystyle \mathbb {R} }) oder der Körper der rationalen Zahlen (Bezeichnung: {\displaystyle \mathbb {Q} }).
In exakter mathematischer Fachsprache ist {\displaystyle \mathbb {K} } genau dann ein Körper, wenn {\displaystyle \mathbb {K} } bzw. {\displaystyle \mathbb {K} \setminus \{0\}} eine additive bzw. multiplikative abelsche Gruppe formen, und gleichzeitig das Distributivgesetz (als „Verträglichkeit“ zwischen Plus und Mal) gilt.
Neben den etwa aus der Schulmathematik bekannten Körpern der rationalen und reellen Zahlen existieren viele weitere Beispiele, darunter sogar auch endliche Körper. Die einfachsten endlichen Körper entstehen nach Wahl einer beliebigen Primzahl {\displaystyle p}. Wie bereits gesehen, bildet dann {\displaystyle \mathbb {F} _{p}:=\mathbb {Z} /p\mathbb {Z} } eine additive abelsche Gruppe. Die Primzahleigenschaft ermöglicht aber auch eine Multiplikation und Division (durch Zahlen ungleich {\displaystyle 0}) innerhalb {\displaystyle \mathbb {F} _{p}}. Ist zum Beispiel {\displaystyle p=7}, so ist {\displaystyle 3} das multiplikative Inverse von {\displaystyle 5}, denn
{\displaystyle 3\cdot 5=15=1+14=1.}
Elliptische Kurven können auch über den Körpern {\displaystyle \mathbb {F} _{p}} betrachtet werden. Dort existiert weiterhin eine Punktaddition, da diese lediglich die vier Grundrechenarten benötigt. Auch ist es möglich (und notwendig), einen „unendlich fernen“ Punkt zu betrachten. Für die Vermutung von Birch und Swinnerton-Dyer ist es nun essentiell, die Anzahl der Punkte für jeden der Körper {\displaystyle \mathbb {F} _{2},\mathbb {F} _{3},\mathbb {F} _{5},\mathbb {F} _{7},\ldots } usw. zu betrachten (es werden stets endlich viele sein). Die Anzahl der Punkte {\displaystyle (x,y)\in \mathbb {F} _{p}^{2}} auf der reduzierten Kurve {\displaystyle E(\mathbb {F} _{p})} wird oft mit {\displaystyle N_{p}-1} bezeichnet (nimmt man also den unendlich fernen Punkt hinzu, ist die Anzahl genau {\displaystyle N_{p}}). Bei diesem Reduktionsverfahren muss allerdings beachtet werden, dass für eine endliche Anzahl von Primzahlen eine singuläre Kurve entstehen kann. Diese „bad primes“ (dt.: „schlechten Primzahlen“), welche die Diskriminante von {\displaystyle E} teilen, müssen in der Theorie gesondert betrachtet werden.
Beispiel: Es hat die elliptische Kurve {\displaystyle y^{2}=x^{3}+x^{2}-x} genau fünf Punkte über dem Körper {\displaystyle \mathbb {F} _{3}=\{0,1,2\}}, nämlich {\displaystyle (0,0),(1,1),(2,1),(1,2)} und {\displaystyle (2,2)} (die Kurve hat Diskriminante {\displaystyle 80}, was nicht durch {\displaystyle 3} teilbar ist, womit die Reduktion wieder eine elliptische Kurve ist). Zum Beispiel gilt in {\displaystyle \mathbb {F} _{3}}
{\displaystyle 1=2^{2}=2^{3}+2^{2}-2=10=1}
wegen Division durch {\displaystyle 3} mit Rest. Also ist in diesem Fall {\displaystyle N_{3}-1=5}.
Auch wenn es schwierig ist, für sehr große Primzahlen {\displaystyle p} die genaue Anzahl {\displaystyle N_{p}} zu berechnen, existiert ein wichtiger Satz von Helmut Hasse, der eine recht präzise Vorstellung davon gibt, wie groß die Lösungszahl {\displaystyle N_{p}} ist. Für diese gilt
{\displaystyle |N_{p}-1-p|<2{\sqrt {p}}.}
Für sehr große Primzahlen {\displaystyle p} bedeutet dies, dass die Anzahl der Punkte im Verhältnis sehr nah an {\displaystyle p} liegt, also {\displaystyle N_{p}\sim p} bzw.
{\displaystyle \lim _{p\to \infty  \atop p\,{\text{Primzahl}}}{\frac {N_{p}}{p}}=1.}

### Aussage der Vermutung

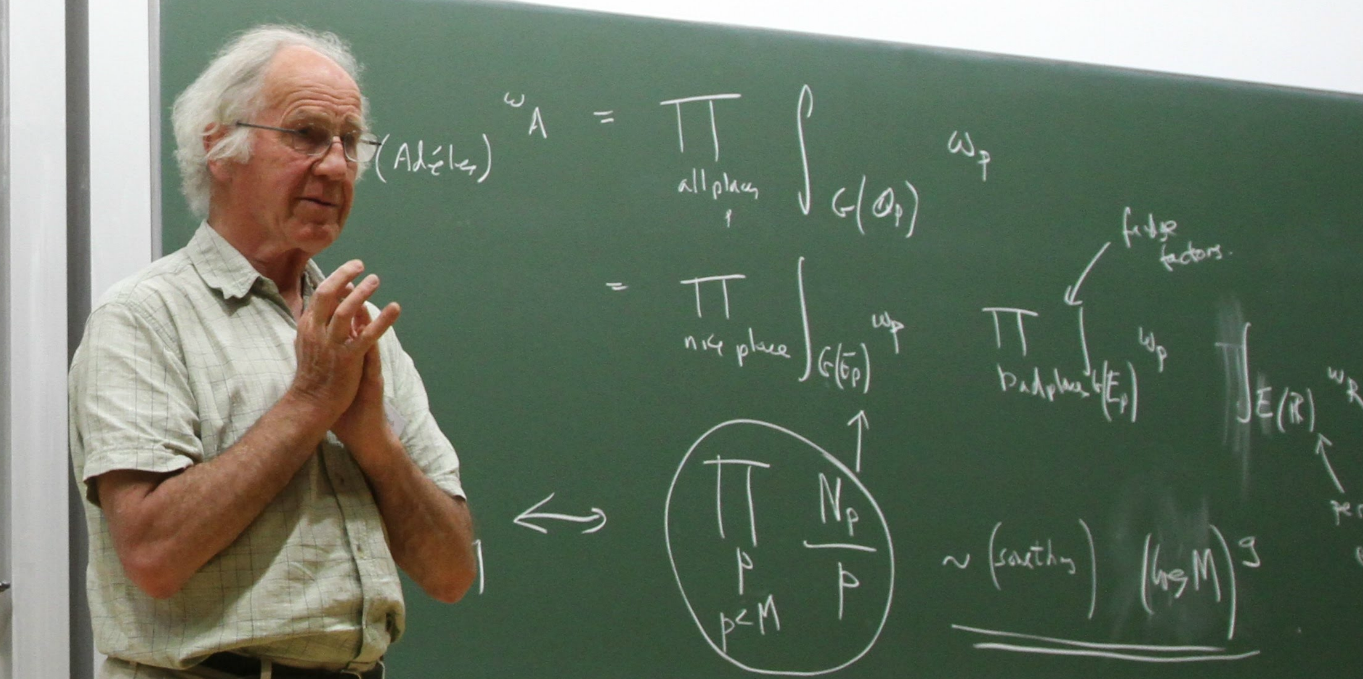
Bryan Birch bei einem Vortrag. Im Hintergrund auf der Tafel ist die Vermutung von Birch und Swinnerton-Dyer (letzte Zeile) angeschrieben.

In ihrer einfachsten Form sagt die Vermutung von Birch und Swinnerton-Dyer aus, dass sich der (algebraische) Rang {\displaystyle r} einer elliptischen Kurve – ein globales Datum – aus ihren lokalen Eigenschaften – also den Punktanzahlen {\displaystyle N_{p}} der reduzierten Kurven über den endlichen Körpern {\displaystyle \mathbb {F} _{p}} – ermitteln lässt.
```
Vermutung: Sei 

  

    

      

        
E

      

    

    
{\displaystyle E}

  

 eine elliptische Kurve über den rationalen Zahlen mit (algebraischem) Rang 

  

    

      

        
r

      

    

    
{\displaystyle r}

  

. Es bezeichne 

  

    

      

        

          
N

          

            
p

          

        

      

    

    
{\displaystyle N_{p}}

  

 die Anzahl der Punkte auf der reduzierten Kurve 

  

    

      

        
E

        
(

        

          

            
F

          

          

            
p

          

        

        
)

      

    

    
{\displaystyle E(\mathbb {F} _{p})}

  

 (inklusive des unendlich fernen Punktes). Dann gibt es eine Konstante 

  

    

      

        
C

        
>

        
0

      

    

    
{\displaystyle C>0}

  

, sodass 

  

    

      

        

          
∏

          

            
p

            
≤

            
x

          

        

        

          

          

          

            
∗

          

        

        

          

            

              
N

              

                
p

              

            

            
p

          

        

        
∼

        
C

        
log

        
⁡

        
(

        
x

        

          
)

          

            
r

          

        

      

    

    
{\displaystyle \prod \limits _{p\leq x}{}^{*}{\frac {N_{p}}{p}}\sim C\log(x)^{r}}

  

, wobei das Sternchen im Produkt bedeutet, dass die Primzahlen 2 und jene, die die Diskriminante von 

  

    

      

        
E

      

    

    
{\displaystyle E}

  

 teilen, auszuschließen sind.
[
54
]
 Dabei bedeutet das Symbol 

  

    

      

        
∼

      

    

    
{\displaystyle \sim }

  

, dass beide Seiten für wachsende Werte 

  

    

      

        
x

      

    

    
{\displaystyle x}

  

 asymptotisch gleich schnell anwachsen, ihr 
Quotient
 also für 

  

    

      

        
x

        
→

        
∞

      

    

    
{\displaystyle x\to \infty }

  

 gegen 1 strebt.
```

## Hintergrund und Interpretation
In vielen Wissenschaften ist es essenziell, Systeme, also grob gesprochen das globale Zusammenspiel vieler verschiedener Elemente, zu verstehen und Prognosen machen zu können. Da Systeme nach Ausmaß sehr komplex sein können, kann es helfen, zuerst „lokale“ Aspekte eines Systems zu studieren, um diese „lokalen Faktoren“ gegebenenfalls zu einem „globalen Verständnis“ verheften zu können. Aus offensichtlichen Gründen ist das Studium lokaler Aspekte leichter als jenes des ganzen Systems, da ein Verständnis des letzteren auch Aufschluss über Einzelfragen geben könnte. Zum Beispiel kann versucht werden, aus den Eigenschaften des „Durchschnittsmenschen“ auf die Dynamik innerhalb einer Staatengemeinschaft rückzuschließen. Ein weiteres Beispiel ist die Beschreibung globaler ökonomischer Zusammenhängen durch Modelle in der Makroökonomie (etwa das AS-AD-Modell mit Fokussierung auf die „lokalen“ Parameter Gesamtangebot und Gesamtnachfrage).
Auch in der Zahlentheorie hat eine Form des „Lokal-Global-Prinzips“ Methode. Das zu untersuchende „System“ kann dabei zum Beispiel eine Gleichung sein, wie etwa {\displaystyle y^{2}=x^{3}+x^{2}-x} über den rationalen Zahlen, und die Frage „an das System“, ob diese über den rationalen Zahlen lösbar ist. Dazu ist zunächst zu klären, welche „lokalen Faktoren“ die Zahlen aufbauen: Nach dem Fundamentalsatz der Arithmetik ist bekannt, dass sich jede ganze Zahl {\displaystyle \not =0} bis auf Vorzeichen und Faktorreihenfolge eindeutig in Primfaktoren zerlegen lässt. Zum Beispiel gilt
{\displaystyle 12=2\cdot 2\cdot 3,\qquad -255=-3\cdot 5\cdot 17,\qquad -4371834565381=-83\cdot 2207\cdot 23866201.}
Lässt man auch negative Exponenten zu, überträgt sich dieses Prinzip sogar auf rationale Zahlen {\displaystyle \not =0}:
{\displaystyle {\frac {12}{5}}=2\cdot 2\cdot 3\cdot 5^{-1},\qquad -{\frac {121}{68}}=-{\frac {11\cdot 11}{2\cdot 2\cdot 17}}=-2^{-2}\cdot 11^{2}\cdot 17^{-1}.}
Durch die Systematisierung der algebraischen Zahlentheorie seit dem 19. Jahrhundert ist bekannt, dass das „Zusammenspiel“ der „lokalen Faktoren“, also der „Primstellen“, ein globales Verständnis der Zahlen liefern kann. Konkret bedeutet dies, dass es in manchen Fällen hilft, eine Gleichung bzw. Kurve zuerst an den „lokalen Stellen“, also über den einfacher zu handhabenen Körpern {\displaystyle \mathbb {R} } sowie {\displaystyle \mathbb {F} _{2},\mathbb {F} _{3},\mathbb {F} _{5},\ldots } zu studieren, um ggf. Aufschluss über „globale“, also rationale Lösungen, zu erhalten.
{\displaystyle \underbrace {\mathbb {Q} } _{\text{globaler Körper}}\quad \longleftrightarrow \quad \underbrace {\mathbb {R} ,\mathbb {F} _{2},\mathbb {F} _{3},\mathbb {F} _{5},\mathbb {F} _{7},\mathbb {F} _{11},\ldots } _{\text{lokale Stellen}}}
Dabei kann die Betrachtung lokaler Stellen auf lokale Körper übertragen werden. Im Falle der Primzahl {\displaystyle p} ist dies der Körper der {\displaystyle p}-adischen Zahlen {\displaystyle \mathbb {Q} _{p}}.
Das Lokal-Global-Prinzip scheitert, wenn die algebraische Kurve „zu kompliziert“ wird. In diesem Fall müssen weitere Informationen beschafft werden, um doch noch entscheiden zu können, ob ein nicht-trivialer rationaler Punkt existiert. Der Mathematiker Ernst Sejersted Selmer zeigte zum Beispiel, dass die Gleichung {\displaystyle 3x^{3}+4y^{3}+5z^{3}=0} bezüglich jeder Primzahl in obigem Sinne eine Lösung besitzt, und ebenfalls eine reelle Lösung, aber keine nicht-triviale (also {\displaystyle \not =(0,0,0)}) rationale Lösung.
Die Vermutung von Birch und Swinnerton-Dyer ist eine Variante des Lokal-Global-Prinzips für elliptische Kurven über den rationalen Zahlen. Dabei geht sie über den bloßen Versuch, irgendeinen rationalen Punkt vorherzusagen, hinaus. Insbesondere soll der algebraische Rang {\displaystyle r} der Kurve aus ihren lokalen Daten ermittelt werden. Präziser sagt die Vermutung einen Zusammenhang zwischen der Kurve an Primstellen und ihrem algebraischen Rang voraus. Um dabei dem Scheitern des Lokal-Global-Prinzips für elliptische Kurven etwas entgegenzusetzen, werden die Anforderungen an die Informationen an den Primstellen verschärft. Es wird nicht nur nach der Existenz einer Lösung modulo {\displaystyle p} gefragt, sondern nach der genauen Anzahl. Die zentrale Idee hierbei ist, dass eine elliptische Kurve mit „sehr vielen“ rationalen Punkten auch Reduktionen an Primstellen (fast immer wieder elliptische Kurven über einem endlichen Körper) mit tendenziell vielen Punkten {\displaystyle N_{p}} haben sollte. Die vermutete Formel besagt, dass das Produkt zur Linken von
{\displaystyle \prod \limits _{p\leq x}{}^{*}{\frac {N_{p}}{p}}\sim C\log(x)^{r}}
mit steigendem Rang {\displaystyle r} schneller für {\displaystyle x\to \infty } wächst, da der Logarithmus eine wachsende und unbeschränkte Funktion ist. Das entspricht genau der eben genannten Anschauung: Je höher der Rang der elliptischen Kurve ist, desto höhere Werte werden die {\displaystyle N_{p}} tendenziell annehmen.

## Geschichte

### Frühe Geschichte
Probleme im Kontext von elliptischen Kurven, also solchen mit Geschlecht 1, spielen eine bedeutende Rolle innerhalb von Diophantos von Alexandrias Werk Arithmetica. Schneidet eine reelle Gerade eine elliptische Kurve in zwei Punkten oder als Tangente in einem Punkt „doppelt“, so hat sie auch einen dritten reellen Schnittpunkt. Wenn nun zwei dieser Schnittpunkte rationale Punkte sind, so ist es auch der dritte. Diese Tatsache wurde schon von Isaac Newton festgestellt. Besonders bemerkenswert ist, dass das Zeichnen einer Tangente an einem rationalen Punkt der Kurve dazu führt, dass diese Tangente die Kurve erneut an einem rationalen Punkt schneidet. Diophantos wandte diese Methode implizit an, um von einer ersten Lösung auf eine zweite zu gelangen. Jedoch iterierte er diesen Prozess nicht. Es war Pierre de Fermat, der als Erster erkannte, dass auf diese Weise gelegentlich unendlich viele Lösungen erzielt werden können. Ferner führte Fermat eine „Methode des Abstiegs“ ein, die gelegentlich dazu verwendet werden kann, zu zeigen, dass die Anzahl der Lösungen endlich oder sogar null ist.

### 20. Jahrhundert
Bereits 1901 fragte der Mathematiker Henri Poincaré nach den Möglichkeiten, welche Werte der algebraische Rang bei Variation von elliptischen Kurven {\displaystyle E} annehmen könnte. Die Frage von Poincaré galt erst nach dem Beweis des Satzes von Mordell-Weil für elliptische Kurven als wohldefiniert, da zu Beginn des 20. Jahrhunderts nicht einmal klar war, ob die Menge der rationalen Punkte überhaupt eine endlich erzeugte abelsche Gruppe ist.

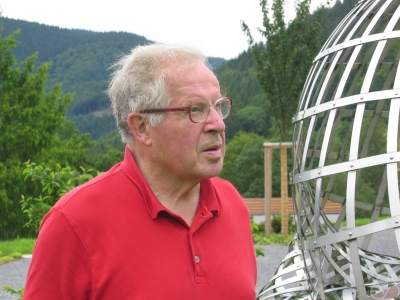
Peter Swinnerton-Dyer in Oberwolfach, 2007

Erstmals wurde die Vermutung von Bryan Birch und Peter Swinnerton-Dyer in ihrem Paper Notes on elliptic curves II im Jahr 1965 formuliert. Sie stützten ihre Vermutung auf eine bereits 1958 gestartete Serie von Berechnungen an den EDSAC-Computern, die ab 1962 publik wurden und Wellen der Überraschung in der Wissenschaftsgemeinschaft schlugen. Die Berechnungen hatten zum Ziel gehabt, eine zur Klassenzahlformel von Dirichlet „analoge Theorie“ für elliptische Kurven zu entdecken. Hintergrund ist, dass man jedem Zahlkörper {\displaystyle K} eine Zeta-Funktion {\displaystyle \zeta _{K}(s)} zuordnen kann, die sog. Dedekindsche Zeta-Funktion zu {\displaystyle K}. Diese besitzt eine meromorphe Fortsetzung nach {\displaystyle \mathbb {C} }, erfüllt eine Funktionalgleichung, und kodiert wichtige arithmetische Invarianten von {\displaystyle K} im Punkt {\displaystyle s=1}. Es gilt die sog. Klassenzahlformel
{\displaystyle \lim _{s\to 1}(s-1)\zeta _{K}(s)={\frac {h_{K}2^{r_{1}}(2\pi )^{r_{2}}\operatorname {Reg} _{K}}{w_{K}{\sqrt {|D_{K}|}}}}}.
Hierbei sind
- {\displaystyle h_{K}} die Klassenzahl von {\displaystyle K},
- {\displaystyle r_{1}} und {\displaystyle 2r_{2}} die Anzahl der reellen und komplexen Einbettungen von {\displaystyle K},
- {\displaystyle w_{K}} die Anzahl der Einheitswurzeln in {\displaystyle K},
- {\displaystyle \operatorname {Reg} _{K}} der Dirichletsche Regulator von {\displaystyle K},
- {\displaystyle D_{K}} die Diskriminante von {\displaystyle K}.

Daher lag die Vermutung nahe, dass auch die einer elliptischen Kurve {\displaystyle E} zugehörige L-Funktion {\displaystyle L(E,s)} etwas über deren arithmetische Invarianten aussagen sollte. Eine dieser Invarianten ist ihr algebraischer Rang.

### Im 21. Jahrhundert: Erklärung zum Millennium-Problem

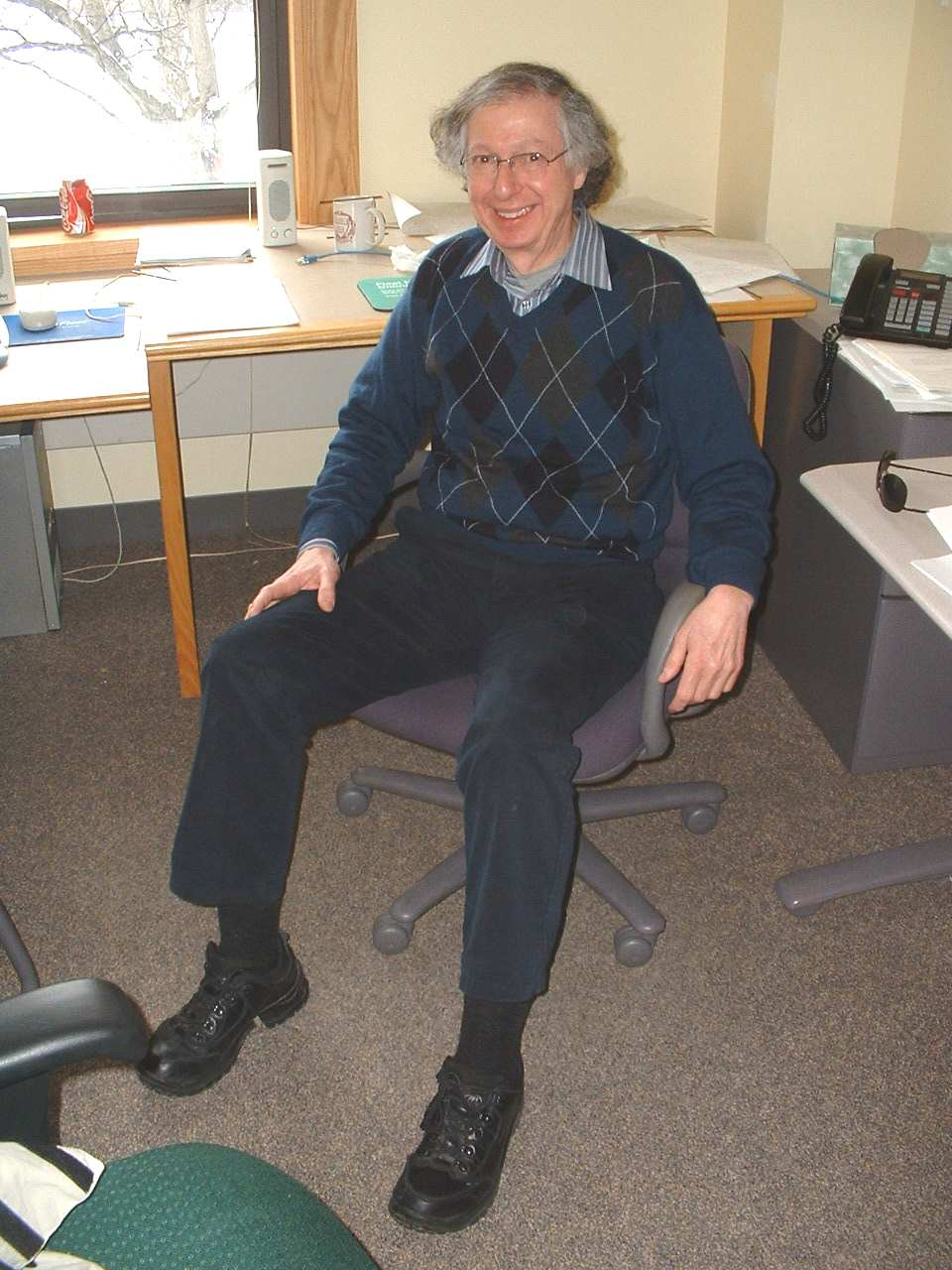
Arthur Jaffe

Bereits im Jahr 1998 wurde das Clay Mathematics Institute (CMI) durch den Geschäftsmann Landon T. Clay und den Mathematiker Arthur Jaffe gegründet, wobei Jaffe von 1998 bis 2011 auch die erste Präsidentschaft innehatte. Das CMI feierte das einhundertste Jahr nach Hilberts Rede auf dem Pariser Kongress im Jahr 1900 durch eine zweitägige Konferenz am Collège de France im Mai 2000. Dabei wurde ein 7-Millionen-Dollar-Fonds vorgestellt, von dem jeweils 1 Million Dollar für die Lösung von sieben großen mathematischen Problemen vergeben wird, den sogenannten Millennium-Problemen. Die Preise wurden schließlich im Juni bekanntgegeben, nach Angaben des CMI ins Leben gerufen, um
1. einige der wohl schwierigsten Probleme zu würdigen, mit denen Mathematiker um die Jahrtausendwende zu kämpfen hatten,
2. die Bedeutung der Arbeit an den wirklich schwierigen Problemen zu unterstreichen und
3. bekannter zu machen, dass es in der Mathematik immer noch schwierige, bedeutende Probleme gibt.[67]

Da im 20. Jahrhundert kein Beweis für die Vermutung von Birch und Swinnteron-Dyer gefunden wurde, ist dieses Vorhaben zu einem der Millennium-Probleme erklärt worden.
Damit das Preisgeld verliehen werden kann, muss die betroffene Arbeit publiziert worden sein, und nach einer Ruhefrist von 2 Jahren von der Mathematikergemeinschaft eine breite Akzeptanz erfahren haben. Unter den Regeln der Preisverleihung findet sich ferner auch eine Klausel bezüglich der Rolle von Gegenbeispielen. Im Falle der Vermutung von Birch und Swinnerton-Dyer wäre ein Gegenbeispiel eine elliptische Kurve über den rationalen Zahlen, für die
{\displaystyle {\text{(algebraischer) Rang }}\not ={\text{ analytischer Rang}}}
gilt. Dieses könnte sich durch individuelle Untersuchung einer (einzigen) Kurve auffinden lassen. Falls nach Ansicht des CMI das Gegenbeispiel das Problem tatsächlich löst, könne das CMI die Verleihung des Hauptpreises aussprechen. Zeige hingegen das Gegenbeispiel, dass das ursprüngliche Problem nach Umformulierung oder Eliminierung eines Spezialfalls weiterbesteht, könne das CMI dem Autor lediglich einen kleinen Preis verleihen, dessen Höhe CMI nach eigenem Ermessen festlegt. Das Geld für diesen Preis werde dann nicht aus dem Problemfonds, sondern aus anderen CMI-Fonds entnommen.

## Formulierung über L-Funktionen
Unter enormen Anstrengungen konnte im Rahmen des Modularitätssatzes Ende des 20. Jahrhunderts gezeigt werden, dass man elliptischen Kurven eine mathematische Funktion zuordnen kann, nämlich ihre sog. L-Funktion, die auf den reellen (ja sogar komplexen Zahlen) definiert ist und dort „sehr gute analytische Eigenschaften“ wie Differenzierbarkeit besitzt. Die Vermutung von Birch und Swinnerton-Dyer besagt nun, dass diese L-Funktion die Anzahl der rationalen Punkte auf der elliptischen Kurve „kennt“: Sie wird durch die Ordnung der Nullstelle an der Stelle {\displaystyle x=1} kodiert. Dabei bedeutet Ordnung die „Häufigkeit des Faktors {\displaystyle (x-1)} im Funktionsterm“; in diesem Sinne hat die Funktion {\displaystyle x\mapsto 3x(x-1)^{4}} in {\displaystyle x=1} eine Nullstelle der Ordnung 4. Je höher die Ordnung ist, so die Vermutung, „desto mehr“ rationale Punkte liegen auf der elliptischen Kurve.
Für ein umfassendes Verständnis der L-Funktion einer elliptischen Kurve sind komplexe Zahlen vonnöten. Jedoch sind deren Motivation und Konstruktion sowie die Formulierung der Vermutung von Birch und Swinnerton-Dyer auch mittels der aus der Schulmathematik bekannten reellen Zahlen möglich.

### Der Modularitätssatz
Jeder elliptischen Kurve {\displaystyle E} über {\displaystyle \mathbb {Q} } mit Level {\displaystyle N} kann eine L-Funktion {\displaystyle L(E,s)} zugeordnet werden, die als analytisches Objekt alle arithmetischen Eigenschaften kodiert. Diese besitzt eine Darstellung als Euler-Produkt:
{\displaystyle L(E,s)=\prod _{p\mid N}\left(1-a_{p}p^{-s}\right)^{-1}\prod _{p\not \mid N}\left(1-a_{p}p^{-s}+p^{1-2s}\right)^{-1},\qquad \mathrm {Re} (s)>{\tfrac {3}{2}},}
wobei die {\displaystyle a_{p}} für Primzahlen mit good reduction gegeben sind durch {\displaystyle p-\#E(\mathbb {F} _{p})=p+1-N_{p}} und {\displaystyle E(\mathbb {F} _{p})} die Menge der Lösungen {\displaystyle (x,y)\in \mathbb {F} _{p}^{2}} modulo {\displaystyle p} bezeichnet. Für Primzahlen mit bad reduction wird eine ähnliche Definition gewählt. Falls die Koeffizienten der Kurve keine ganzen Zahlen sind, muss dafür zunächst eine elementare Umformung über projektive Koordinaten vorgenommen werden. L-Funktionen können auch für den Fall elliptischer Kurven {\displaystyle E/K} über beliebigen Zahlkörpern {\displaystyle K} definiert werden. Andrew Wiles und anderen gelang mit dem Beweis des Modularitätssatzes die Bestätigung der Aussage, dass {\displaystyle L(E,s)} zu einer ganzen Funktion fortgesetzt werden kann und einer Funktionalgleichung genügt: Tatsächlich korrespondiert {\displaystyle L(E,s)} mit einer Modulform {\displaystyle f_{E}(z)} von Gewicht 2, deren Level mit dem Führer der elliptischen Kurve identisch ist. Insbesondere ist {\displaystyle f_{E}} eine sog. Hecke-Eigenform bezüglich der Kongruenzuntergruppe {\displaystyle \Gamma _{0}(N)}. Formelhaft ergibt sich der Zusammenhang zwischen {\displaystyle L(E,s)} und {\displaystyle f_{E}(z)} via klassischer Mellin-Transformation:
{\displaystyle \Lambda (E,s):=(2\pi )^{-s}N^{\frac {s}{2}}\Gamma (s)L(E,s)=N^{\frac {s}{2}}\int _{0}^{\infty }f_{E}(it)t^{s-1}\mathrm {d} t.}
Die Funktionalgleichung lautet dann
{\displaystyle \Lambda (E,2-s)=\operatorname {sgn}(E,\mathbb {Q} )\Lambda (E,s),}
wobei das Vorzeichen {\displaystyle \operatorname {sgn}(E,\mathbb {Q} )\in \{\pm 1\}} eine wichtige Rolle für die Arithmetik von {\displaystyle E(\mathbb {Q} )} spielt. Beispielsweise verschwindet {\displaystyle \Lambda (E,s)} mit gerader/ungerader Ordnung in {\displaystyle s=1}, falls {\displaystyle \operatorname {sgn}(E,\mathbb {Q} )} den Wert {\displaystyle +1} bzw. {\displaystyle -1} annimmt.

### Der analytische Rang
Der analytische Rang der elliptischen Kurve {\displaystyle E} definiert sich nun über die Nullstellenordnung von {\displaystyle L(E,s)} im Punkt {\displaystyle s=1}. Dieser wird auch als kritischer Punkt von {\displaystyle L(E,s)} bezeichnet. Die Vermutung von Birch und Swinnerton-Dyer besagt nun, dass analytischer und algebraischer Rang von {\displaystyle E} identisch sind.
```
Vermutung: Es sei 

  

    

      

        
E

      

    

    
{\displaystyle E}

  

 eine elliptische Kurve, definiert über den rationalen Zahlen. Ist nun 

  

    

      

        
E

        
(

        

          
Q

        

        
)

        
≅

        
E

        
(

        

          
Q

        

        

          
)

          

            

              
t

              
o

              
r

              
s

            

          

        

        
×

        

          

            
Z

          

          

            
r

          

        

      

    

    
{\displaystyle E(\mathbb {Q} )\cong E(\mathbb {Q} )_{\mathrm {tors} }\times \mathbb {Z} ^{r}}

  

, so gilt 

  

    

      

        
r

        
=

        

          

            
o

            
r

            
d

          

          

            
s

            
=

            
1

          

        

        
L

        
(

        
E

        
,

        
s

        
)

      

    

    
{\displaystyle r=\mathrm {ord} _{s=1}L(E,s)}

  

.
[
77
]
```

### Starke Variante
Die starke Form der Vermutung von Birch und Swinnerton-Dyer trifft auch über eine Voraussage über den Term {\displaystyle (s-1)^{-r}L(E,s)} an der Stelle {\displaystyle s=1}. Wie bei der Klassenzahlformel wird angenommen, dass dieser Wert wichtige arithmetische Invarianten der Kurve {\displaystyle E} kodiert. Eine dieser Kenngrößen ist die sog. Tate-Shafarevich-Gruppe {\displaystyle \mathrm {Sha} (E)}. Sie sagt, sehr kurz und einfach gesprochen, aus, wie stark das „Lokal-Global-Prinzip“ an der elliptischen Kurve {\displaystyle E} scheitert.
Mathematisch kann dies wie folgt rigoros gemacht werden:
Ist {\displaystyle E} eine elliptische Kurve über den rationalen Zahlen und {\displaystyle K} ein Zahlkörper (mit einem algebraischen Abschluss {\displaystyle {\overline {K}}}), so ist es aus zahlentheoretischer Sicht von Interesse, die Mordell-Weil-Gruppe {\displaystyle E(K)} der {\displaystyle K}-rationalen Punkte auf {\displaystyle E} und die Tate-Shafarevich-Gruppe {\displaystyle \mathrm {Sha} (E/K)} zu verstehen. Ist für eine ganze Zahl {\displaystyle n} mit {\displaystyle G[n]} die Untergruppe einer Gruppe {\displaystyle G} gemeint, sodass {\displaystyle nP=0} für jedes {\displaystyle P\in G} ist, so ist die folgende Sequenz exakt:
{\displaystyle 0\longrightarrow E({\overline {K}})[n]\longrightarrow E({\overline {K}})\ {\overset {n}{\longrightarrow }}\ E({\overline {K}})\ \longrightarrow \ 0}.
Durch Bilden der Galois-Kohomologie mit {\displaystyle G_{K}=\mathrm {Gal} ({\overline {K}}/K)} entsteht daraus folgende exakte Sequenz:
{\displaystyle 0\ \longrightarrow E(K)[n]\ \longrightarrow E(K)\ {\overset {n}{\longrightarrow }}\ E(K)\ {\overset {\delta }{\longrightarrow }}\ H^{1}(G_{K},E({\overline {K}})[n])\ \longrightarrow \ H^{1}(G_{K},E({\overline {K}}))\ {\overset {n}{\longrightarrow }}\ H^{1}(G_{K},E({\overline {K}})),}
aus der schließlich die kurze exakte Sequenz
{\displaystyle 0\longrightarrow E(K)/nE(K)\longrightarrow H^{1}(G_{K},E({\overline {K}})[n])\longrightarrow H^{1}(G_{K},E({\overline {K}}))[n]\longrightarrow 0}
hervorgeht (descent sequence). Nun kann nach dem Lokal-Global-Prinzip verfahren werden. Daraus definiert sich schließlich:
{\displaystyle \mathrm {Sha} (E/K):=\mathrm {ker} \left(H^{1}(G_{K},E({\overline {K}}))\longrightarrow \prod _{v}H^{1}(G_{K},E({\overline {K_{v}}}))\right)}
Dabei entspricht jedes {\displaystyle v} einer Stelle von {\displaystyle K}. Jedes Element der Gruppe {\displaystyle H^{1}(G_{K},E({\overline {K}}))} korrespondiert zu einer Klasse homogener Räume über {\displaystyle E/K} – damit sind glatte Kurven {\displaystyle C/K} gemeint, auf denen die algebraische Gruppe {\displaystyle E} eine Operation über {\displaystyle K} definiert. Die Klassen werden über mit der Wirkung von {\displaystyle E} kompatible Isomorphismen festgelegt. Dabei ist eine Klasse genau dann trivial, wenn {\displaystyle E/K} irgendwelche {\displaystyle K}-rationalen Punkte besitzt.
Werden die hinteren Kohomologiegruppen in obiger exakter Sequenz passend eingeschränkt, ergibt sich die erneut exakte Sequenz
{\displaystyle 0\longrightarrow E(K)/nE(K)\longrightarrow \mathrm {Sel} _{n}(E/K)\longrightarrow \mathrm {Sha} (E/K)[n]\longrightarrow 0.}
Hierbei bezeichnet {\displaystyle \mathrm {Sel} _{n}(E/K)} die sog. {\displaystyle n}-Selmer-Gruppe. Diese wird wie folgt definiert:
{\displaystyle \mathrm {Sel} _{n}(E/K):=\mathrm {ker} \left(H^{1}(G_{K},E({\overline {K}})[n])\longrightarrow \prod _{v}H^{1}(G_{K_{v}},E({\overline {K_{v}}}))\right)}
Während gut bekannt ist, dass die {\displaystyle n}-Selmer-Gruppe {\displaystyle \mathrm {Sel} _{n}(E/K)} stets endlich ist (woraus folgt, dass die Gruppen {\displaystyle E(K)/nE(K)} stets endlich sind, was ein wichtiger Schritt im Beweis ist, dass {\displaystyle E(K)} endlich erzeugte abelsche Gruppen sind), verbleibt die Shaferevich-Tate-Gruppe allgemein mysteriös. Es wird vermutet, dass sich die Gruppen {\displaystyle E(K)/nE(K)} und {\displaystyle \mathrm {Sel} _{n}(E/K)} nur von einer von {\displaystyle n} unabhängigen endlichen Größe unterscheiden und in unendlich vielen Fällen sogar gleich sind. Das wäre gegeben, wenn {\displaystyle \mathrm {Sha} (E/K)} endlich wäre, doch dies verbleibt bis heute unbewiesen. Die Endlichkeit von {\displaystyle \mathrm {Sha} (E/K)} ist Teil der (starken) Vermutung von Birch und Swinnerton-Dyer und wäre zahlentheoretisch von großer Bedeutung: Ihre Größe kodiert nach der Definition, wie stark das Lokal-Global-Prinzip bei der elliptischen Kurve {\displaystyle E} scheitert.
```
Starke Vermutung von Birch und Swinnterton-Dyer: Sei 

  

    

      

        
E

      

    

    
{\displaystyle E}

  

 eine elliptische Kurve über den rationalen Zahlen mit algebraischem Rang 

  

    

      

        
r

      

    

    
{\displaystyle r}

  

 und Führer 

  

    

      

        
N

      

    

    
{\displaystyle N}

  

. Dann gilt 

  

    

      

        

          
lim

          

            
s

            
→

            
1

          

        

        
(

        
s

        
−

        
1

        

          
)

          

            
−

            
r

          

        

        
L

        
(

        
E

        
,

        
s

        
)

        
=

        

          

            

              

                
L

                

                  
(

                  
r

                  
)

                

              

              
(

              
E

              
,

              
1

              
)

            

            

              
r

              
!

            

          

        

        
=

        

          
ω

          

            
1

          

        

        
(

        
E

        
)

        

          

            

              

                

                  
|

                

                

                  
S

                  
h

                  
a

                

                
(

                
E

                
)

                

                  
|

                

                
R

                
(

                
E

                
)

                

                  
c

                  

                    
∞

                  

                

                
(

                
E

                
)

                

                  
∏

                  

                    
p

                    

                      
|

                    

                    
N

                  

                

                

                  
c

                  

                    
p

                  

                

                
(

                
E

                
)

              

              

                

                  
|

                

                
E

                
(

                

                  
Q

                

                

                  
)

                  

                    

                      
t

                      
o

                      
r

                      
s

                    

                  

                

                

                  

                    
|

                  

                  

                    
2

                  

                

              

            

          

        

      

    

    
{\displaystyle \lim _{s\to 1}(s-1)^{-r}L(E,s)={\frac {L^{(r)}(E,1)}{r!}}=\omega _{1}(E){\tfrac {|\mathrm {Sha} (E)|R(E)c_{\infty }(E)\prod _{p|N}c_{p}(E)}{|E(\mathbb {Q} )_{\mathrm {tors} }|^{2}}}}

  

, wobei 

  

    

      

        

          
ω

          

            
1

          

        

        
(

        
E

        
)

      

    

    
{\displaystyle \omega _{1}(E)}

  

 die reelle Periode von 

  

    

      

        
E

      

    

    
{\displaystyle E}

  

 ist (siehe auch 
Weierstraßsche p-Funktion
), 

  

    

      

        
R

        
(

        
E

        
)

      

    

    
{\displaystyle R(E)}

  

 der sog. Regulator von 

  

    

      

        
E

      

    

    
{\displaystyle E}

  

 (eine geometrische Invariante), 

  

    

      

        

          
e

          

            
∞

          

        

        
(

        
E

        
)

      

    

    
{\displaystyle e_{\infty }(E)}

  

 die Anzahl der 
Zusammenhangskomponenten
 von 

  

    

      

        
E

        
(

        

          
R

        

        
)

      

    

    
{\displaystyle E(\mathbb {R} )}

  

 (betrachtet als 
topologischer Raum
), und die 

  

    

      

        

          
c

          

            
p

          

        

        
(

        
E

        
)

      

    

    
{\displaystyle c_{p}(E)}

  

 die sog. Tamagawa-Zahlen der Reduktionen 

  

    

      

        
E

        

          
/

        

        

          

            
Q

          

          

            
p

          

        

      

    

    
{\displaystyle E/\mathbb {Q} _{p}}

  

 (siehe 
p-adische Zahl
), schnell zu berechnende ganze Zahlen, bezeichnen.
[
83
]
```

## Bedeutung

### Berechnung des Ranges einer elliptischen Kurve
Trifft die Vermutung von Birch und Swinnerton-Dyer zu, so kann der Rang einer elliptischen Kurve algorithmisch bestimmt werden. Neben der Abstiegsmethode von Fermat und der Heegner-Punkt-Methode ist die Berechnung des analytischen Rangs mit am geläufigsten. Die Vermutung von Birch und Swinnerton-Dyer muss hierbei angenommen werden, da sie besagt, dass der analytische Rang gleich dem algebraischen Rang ist. Erster ist deutlich einfacher zu berechnen, und letzterer ist von eigentlichem Interesse, soll also berechnet werden. Zum Beispiel hilft die schon von Wiles gezeigte Modularität der elliptischen Kurve an einigen Stellen weiter. Es kann das Vorzeichen {\displaystyle \operatorname {sgn}(E,\mathbb {Q} )} in der Funktionalgleichung von {\displaystyle L(E,s)} algorithmisch bestimmt werden; gleichzeitig gilt aber auch {\displaystyle (-1)^{r}=\operatorname {sgn}(E,\mathbb {Q} )}, womit die Parität des Ranges berechnet werden kann.
Obwohl die Berechnung des analytischen Rangs deutlich leichter als die des algebraischen Rangs ist, treten auch hier Schwierigkeiten auf, besonders für hohe Ränge {\displaystyle r\geq 4}. Ist jedoch der Nachweis {\displaystyle L^{(n)}(E,1)=0} für alle {\displaystyle 0\leq n\leq r-1} tatsächlich erbracht, so kann die kritische Größe
{\displaystyle {\frac {L^{(r)}(E,1)}{r!}}=2\sum _{n=1}^{\infty }{\frac {a_{n}(E)}{n}}\Gamma _{r}\left(1,{\frac {2\pi n}{\sqrt {N}}}\right)}
aus den Koeffizienten {\displaystyle a_{n}(E)} der Dirichlet-Reihe {\displaystyle L(E,s)} und der verallgemeinerten unvollständigen Gammafunktion, die rekursiv durch
{\displaystyle \Gamma _{-1}(s,x):=e^{-x}x^{s}\quad } und {\displaystyle \quad \Gamma _{r}(x,s):=\int _{x}^{\infty }{\frac {\Gamma _{r-1}(s,t)}{t}}\mathrm {d} t\quad (r\geq 0)}
definiert ist, berechnet werden. Dabei ist {\displaystyle N} der Führer von {\displaystyle E}. Entscheidend für die Gültigkeit dieser Formel ist die Funktionalgleichung von {\displaystyle L(E,s)}, die vom Modularitätssatz herrührt. Die numerisch exakte Berechnung der Gammawerte stellt jedoch eine weitere Hürde dar. Hier wird meist zwischen kleinen (die besonders bei großen Führern eine zunehmend wichtige Rolle spielen) und großen Funktionswerten unterschieden und in beiden Fällen methodisch sehr unterschiedlich vorgegangen. Für kleine Werte {\displaystyle x} kann eine Darstellung der Form
{\displaystyle \Gamma _{r}(1,x)=\sum _{k=0}^{r}a_{k}{\frac {\log(x)^{r-k}}{(r-k)!}}-e^{-x}\sum _{n=1}^{\infty }{\frac {x^{n}}{n!}}A_{r}(n)}
genutzt werden. Hierbei setzt man
{\displaystyle \sum _{k=0}^{\infty }a_{k}x^{k}:=\exp \left(\gamma x+\sum _{k=2}^{\infty }{\frac {\zeta (k)}{k}}x^{k}\right)}
mit der Riemannschen Zetafunktion {\displaystyle \zeta (s)} sowie der Euler-Mascheroni-Konstanten {\displaystyle \gamma } und
{\displaystyle \sum _{k=0}^{\infty }A_{k}(n)x^{k}:=\exp \left(\sum _{k=1}^{\infty }{\frac {H_{k}(n)}{k}}x^{k}\right)\quad (n\geq 1)}
mit den allgemeinen harmonischen Zahlen {\displaystyle \textstyle H_{k}(n):=\sum _{j=1}^{n}{\frac {1}{j^{k}}}.} Im Gegensatz dazu verwendet man für große {\displaystyle |x|\gg 1} die asymptotische Entwicklung
{\displaystyle \Gamma _{r}(1,x)\sim e^{-x}\sum _{n=0}^{\infty }{\frac {(-1)^{n+r+1}n!C_{r-1}(n)}{x^{n+1}}},}
wobei die Werte {\displaystyle C_{k}(n)} durch
{\displaystyle \sum _{k=0}^{\infty }C_{k}(n)x^{k}:=\exp \left(\sum _{k=1}^{\infty }(-1)^{k-1}{\frac {H_{k}(n)}{k}}x^{k}\right)\quad (n\geq 1)}
erklärt sind.

### Kongruente Zahlen

Dreieck mit dem Flächeninhalt 6, einer kongruenten Zahl

Eine kongruente Zahl ist eine rationale Zahl {\displaystyle r}, die der Flächeninhalt eines rechtwinkligen Dreiecks mit ausschließlich rationalen Seitenlängen {\displaystyle a,b,c} ist. Es existiert stets eine Zahl {\displaystyle s\in \mathbb {Q} }, sodass {\displaystyle s^{2}r} eine quadratfreie ganze Zahl ist (also eine Zahl, die von keiner Quadratzahl außer 1 geteilt wird). Jedoch hat das entsprechende Dreieck mit Seitenlängen {\displaystyle sa,sb,sc} den Flächeninhalt {\displaystyle s^{2}r}, weshalb {\displaystyle r=n} ohne Beschränkung der Allgemeinheit als quadratfreie ganze Zahl gewählt werden kann. Es bleibt dennoch zu beachten, dass nicht gefordert wird, dass die Seitenlängen des Dreiecks selbst ganze Zahlen sind. Während {\displaystyle n=6} die kleinste kongruente Zahl ist, bei der dies realisiert werden kann (siehe Bild), ist auch {\displaystyle n=5} eine kongruente Zahl mit Seitenlängen
{\displaystyle a={\frac {3}{2}},\quad b={\frac {20}{3}},\quad c={\frac {23}{3}}.}
Zwar existiert ein Algorithmus zur Berechnung theoretisch aller kongruenter Zahlen, jedoch ist nicht bekannt, wie lange dieses Verfahren benötigt, etwa zu entscheiden, ob eine bestimmte Zahl kongruent ist. Es kann jedoch auf „elementare Weise“ gezeigt werden, dass {\displaystyle n} genau dann kongruent ist, falls die zugehörige elliptische Kurve
{\displaystyle E_{n}\colon y^{2}=x^{3}-n^{2}x}
unendlich viele rationale Punkte hat. Durch tiefe Resultate von John Coates und Andrew Wiles ist bekannt, dass, falls {\displaystyle E_{n}} tatsächlich unendlich viele rationale Punkte hat, notwendigerweise {\displaystyle L(E_{n},1)=0} gelten muss. Ist also umgekehrt {\displaystyle L(E_{n},1)\not =0}, so kann {\displaystyle n} nicht kongruent sein. Die Vermutung von Birch und Swinnerton-Dyer liefert die andere Richtung: Ist {\displaystyle L(E_{n},1)=0}, so hat {\displaystyle E_{n}} unendlich viele rationale Punkte, und {\displaystyle n} ist eine kongruente Zahl.
Jerrold Tunnell konnte zudem folgenden Satz finden, der eine elementare „Charakterisierung“ kongruenter Zahlen leistet: Ist {\displaystyle n} quadratfrei und eine kongruente Zahl, so gelten
{\displaystyle {\begin{cases}\left|\left\{(x,y,z)\in \mathbb {Z} ^{3}\colon n=2x^{2}+y^{2}+32z^{2}\right\}\right|&={\frac {1}{2}}\left|\left\{(x,y,z)\in \mathbb {Z} ^{3}\colon n=2x^{2}+y^{2}+8z^{2}\right\}\right|,&\qquad {\text{falls }}n{\text{ ungerade}},\\\left|\left\{(x,y,z)\in \mathbb {Z} ^{3}\colon {\frac {n}{2}}=4x^{2}+y^{2}+32z^{2}\right\}\right|&={\frac {1}{2}}\left|\left\{(x,y,z)\in \mathbb {Z} ^{3}\colon {\frac {n}{2}}=4x^{2}+y^{2}+8z^{2}\right\}\right|,&\qquad {\text{falls }}n{\text{ gerade}}.\\\end{cases}}}
Falls die Vermutung von Birch und Swinnerton-Dyer auf die elliptischen Kurven {\displaystyle E_{n}} zutrifft, so gilt auch die umgekehrte Richtung, also: Aus den obigen Gleichheiten zwischen Mächtigkeiten von Mengen folgt die Kongruenz von {\displaystyle n}. Benedict Gross und Don Zagier konnten im Jahr 1983 zeigen, dass eine große Familie innerhalb der {\displaystyle E_{n}} die Vermutung von Birch und Swinnerton-Dyer tatsächlich erfüllt.
1975 konnte Nelson Stephens zeigen, dass, falls die Vermutung von Birch und Swinnerton-Dyer zutrifft, für jede der Zahlen {\displaystyle n\equiv 5,6,7{\pmod {8}}} die elliptische Kurve {\displaystyle E_{n}} ungeraden Rang hat. Damit müsste der Rang automatisch positiv sein, da 0 eine gerade Zahl ist, und {\displaystyle n} eine kongruente Zahl sein.
Über rationale Punkte unendlicher Ordnung auf den Kurven {\displaystyle E_{n}} können zugehörige Seitenlängen zu kongruenten Dreiecken ermittelt werden. Schon bei verhältnismäßig kleinen {\displaystyle n} können diese enorme Komplexität haben. Im Falle der kongruenten Zahl {\displaystyle n=157} erhält man über die Heegner-Punkt-Methode (die genau dann anwendbar ist, wenn die Kurve Rang 1 hat) den folgenden rationalen Punkt auf der Kurve {\displaystyle y^{2}=x^{3}-157^{2}x\colon }
{\displaystyle (x,y)=\left({\frac {95732359354501581258364453}{277487787329244632169121}},{\frac {834062764128948944072857085701103222940}{146172545791721526568155259438196081}}\right).}
Dieser rationale Punkt beweist nach dem obigen Satz von Tunnell, dass es zu {\displaystyle n=157} ein rechtwinkliges Dreieck gibt, das ausschließlich rationale Seitenlängen und den Flächeninhalt {\displaystyle 157} hat. Das zugeordnete rechtwinkelige Dreieck, berechnet von Don Zagier, hat die Seitenlängen ({\displaystyle a,b} Katheten, {\displaystyle c} Hypotenuse):
{\displaystyle a={\frac {411340519227716149383203}{21666555693714761309610}}}, {\displaystyle b={\frac {6803298487826435051217540}{411340519227716149383203}}} und {\displaystyle c={\frac {224403517704336969924557513090674863160948472041}{8912332268928859588025535178967163570016480830}}.}

### Zerlegung von Primzahlen in zwei Kuben
Eine Frage in der Zahlentheorie ist der Zerlegungsmöglichkeiten positiver ganzer Zahlen in Potenzen. Etwa besagt der Vier-Quadrate-Satz von Legendre, dass sich jede positive ganze Zahl als Summe von vier Quadraten schreiben lässt. Beispiele hierfür sind
{\displaystyle 24=16+4+4+0=4^{2}+2^{2}+2^{2}+0^{2},}
{\displaystyle 111\,111=333^{2}+14^{2}+5^{2}+1^{2}.}
Bemerkenswert ist, dass alle Primzahlen charakterisiert wurden, die als Summe zweier Quadrate geschrieben werden können. Ist eine Primzahl {\displaystyle p} von der Form {\displaystyle p=4k+1} (ist also {\displaystyle p-1} durch 4 teilbar), ist {\displaystyle p} immer Summe zweier Quadrate. Etwa gilt
{\displaystyle 5=1^{2}+2^{2},\quad 13=2^{2}+3^{2},\quad 17=1^{2}+4^{2},\quad 29=2^{2}+5^{2},\quad 37=1^{2}+6^{2},\quad 41=4^{2}+5^{2},\quad 53=2^{2}+7^{2},\quad 61=5^{2}+6^{2}.}
Gleichzeitig sind die Primzahlen {\displaystyle p}, sodass {\displaystyle p-3} durch 4 teilbar ist, niemals Summe zweier Quadrate, siehe auch Zwei-Quadrate-Satz.
Bereits für Kubikzahlen ist die analoge Frage erheblich schwieriger. Die Frage, welche Primzahlen Summe von zwei Kuben sind, wurde schon im 19. Jahrhundert von James Joseph Sylvester untersucht. Während im quadratischen Fall Zerlegbarkeit in rationale und ganze Quadrate „zusammenfallen“, also das eine jeweils das andere impliziert (obwohl im ersten Fall die Darstellung, wenn sie existiert, im Wesentlichen eindeutig ist und es im zweiten Fall unendlich viele sind), wird bei Kuben das Problem zunächst nur über den rationalen Zahlen betrachtet, weil bis heute keine Regel bekannt ist, um zu entscheiden, welche Zahlen eine Zerlegung in ganzzahlige Kuben haben. Als wichtige Beobachtung zum Problem dient die Tatsache, dass die rationalen Punkte {\displaystyle E_{p}(\mathbb {Q} )} der elliptischen Kurve
{\displaystyle E_{p}\colon x^{3}+y^{3}=p}
für alle Primzahlen {\displaystyle p>2} keine Torsionspunkte haben. Existiert also eine Zerlegung von {\displaystyle p} in zwei rationale Kuben, so müssen es bereits unendlich viele sein. Die Verbindung zur Vermutung von Birch und Swinnerton-Dyer liegt nun in der Betrachtung der L-Funktion {\displaystyle L(E_{p},s)} an der Stelle {\displaystyle s=1}. Nach einem Satz von John Coates und Andrew Wiles folgt aus {\displaystyle L(E_{p},1)\not =0} bereits, dass {\displaystyle E_{p}} den Rang 0 hat, und es somit keine Zerlegung von {\displaystyle p} in zwei rationale Kuben geben kann. Aus dem negativen Vorzeichen in der Funktionalgleichung von {\displaystyle L(E_{p},s)} weiß man, dass in den Fällen {\displaystyle p\equiv 4,7,8{\pmod {9}}} bereits {\displaystyle L(E_{p},1)=0} gilt. Es ist in den Fällen {\displaystyle p\equiv 4,7{\pmod {9}}} bereits bekannt, dass der Rang {\displaystyle r_{p}} von {\displaystyle E_{p}} 1 ist, womit unendlich viele Zerlegungen für diese Primzahlen existieren. Zum Beispiel gilt
{\displaystyle 13=\left({\frac {2}{3}}\right)^{3}+\left({\frac {7}{3}}\right)^{3}.}
Für {\displaystyle p\equiv 8{\pmod {9}}} ist dies im Allgemeinen nicht bekannt. Hingegen können Primzahlen {\displaystyle p\equiv 2,5{\pmod {9}}} nach dem Satz von Coates und Wiles niemals Summe zweier rationaler Kuben sein, da hier {\displaystyle L(E_{p},1)\not =0} gezeigt werden kann. Schließlich können die Antworten im letzten Fall {\displaystyle p\equiv 1{\pmod {9}}} variieren: Sowohl die Ränge 0 als auch 2 sind möglich. Ein Satz von F. Villegas liefert jedoch ein Kriterium für diese Primzahlen.

### Rationale Punkte auf Kurven mit Geschlecht 1
Was elliptische Kurven über den rationalen Zahlen so in den Fokus des Interesses rückt, ist die Tatsache, dass sie die einzige „Klasse an Kurven“ formen, die nur endlich viele, aber auch unendlich viele rationale Punkte haben können.
Schon im 19. Jahrhundert fiel auf, dass Kurven, wenn man sie über den komplexen Zahlen betrachtet, zu Flächen werden. Sammelt man also alle Punkte {\displaystyle (x,y)} auf einer Kurve zu einer Figur innerhalb {\displaystyle \mathbb {C} \times \mathbb {C} } (also {\displaystyle x} und {\displaystyle y} sind komplex, indes ist der Raum {\displaystyle \mathbb {C} \times \mathbb {C} } als Produkt zweier Ebenen reell 4-dimensional), ergibt sich eine Oberfläche. Diese erstreckt sich bis in die Unendlichkeit, kann aber durch Hinzufügen eines unendlich fernen Punktes „abgeschlossen“ werden (Mathematiker sprechen dabei von einer Kompaktifizierung). Als Resultat entsteht eine Oberfläche, die vollständig zusammenhängt, lokal stets wie eine Ebene aussieht, und keinen Rand hat, wie etwa die Erdoberfläche (bzw. die Oberfläche einer Kugel). Eine Frage ist nun, wie solche Flächen aussehen können.

Die Oberfläche der Erde als Beispiel einer kompakten Riemannschen Fläche: Sie hängt zusammen (besteht als „einzelner Planet“ also nicht aus zwei oder mehr separierten Teilen, wie es etwa beim Sonnensystem der Fall wäre), ist offen (jeder Punkt ist innerer Punkt), ist aber auch abgeschlossen (keine auch unendlich lange Wanderung auf ihr führt „hinaus“), ist beschränkt und hat keinen Rand (entfernt man die inneren Punkte, bleibt nichts übrig). Steht man zudem „lokal“ (z. B. als verhältnismäßig kleiner Mensch oder sogar nur Ameise usw.) auf einem ganz bestimmten Punkt, wirkt es zunehmend so, als würde man auf einer Ebene stehen.
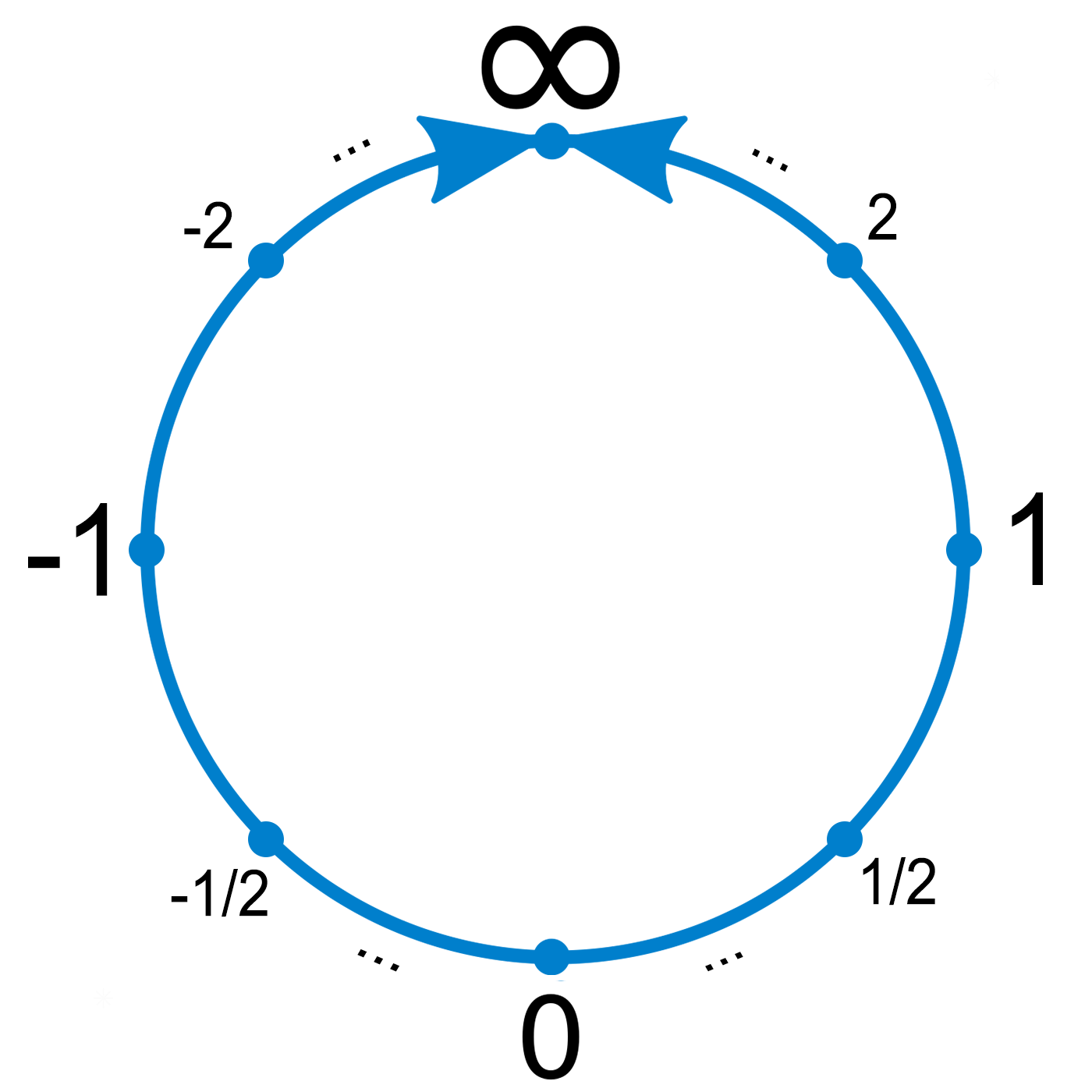
Unter Hinzufügung eines unendlichen Punktes {\displaystyle \infty } wird der Zahlenstrahl aus topologischer Sicht zu einem Kreis.
Schaubild der elliptischen Kurve {\displaystyle y^{2}=x^{3}+x^{2}-x}. Mit genau der gleichen Idee wie im linken Bild kann die rechte Linie im unendlich fernen Punkt zu einem Kreis gemacht werden. Es entstehen damit zwei kreisförmige Figuren (aus topologischer Sicht also Kreise).
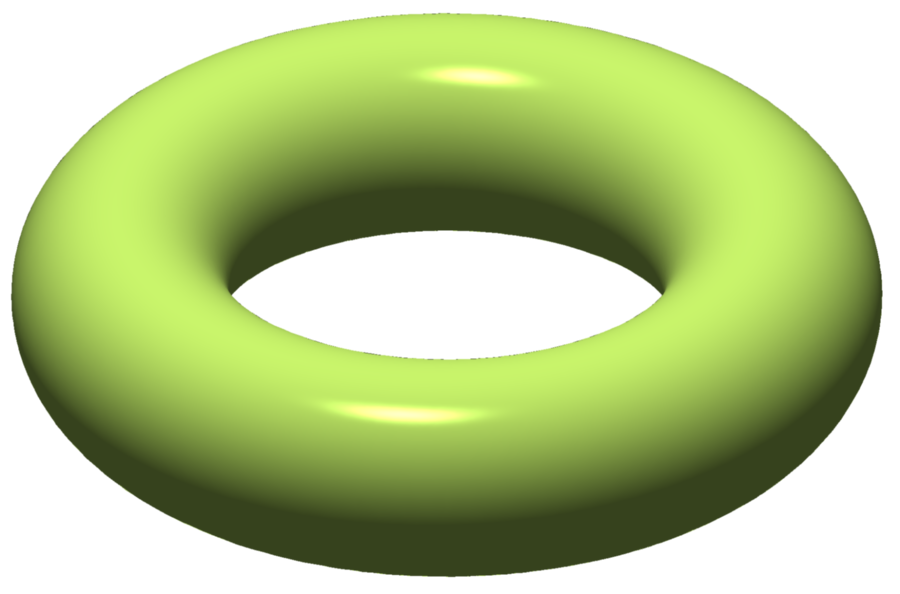
Eine elliptische Kurve sieht über den komplexen Zahlen genau wie ein Torus aus, also ein Schlauch, der „ein Loch“ umschließt. Das reelle Schaubild ist ein Querschnitt des Torus, also genau zwei Kreise. Auch dies ist Beispiel einer kompakten Riemannschen Fläche: zusammenhängend; kein Rand; offen und abgeschlossen; beschränkt; sieht lokal wie eine Ebene aus. Der entscheidende Unterschied zur Kugeloberfläche ist die Existenz eines „Lochs“.

Algebraische Kurven unterscheidet man unter anderem durch ihr Geschlecht, wobei aber zu beachten ist, dass Kurven unterschiedlichen Geschlechts notwendigerweise unterschiedlich sein müssen, aber es dennoch verschiedene Kurven gleichen Geschlechts geben kann. Im Falle der komplexen Zahlen fällt dies mit dem topologischen Geschlecht einer Fläche („Anzahl der Löcher“) zusammen. Elliptische Kurven haben das Geschlecht {\displaystyle g=1} (denn ein Torus hat genau ein Loch) und nach der Vermutung von Mordell, bewiesen von Gerd Faltings, haben Kurven von Geschlecht {\displaystyle g=0} („wie die Erdoberfläche“, dazu gehören lineare und quadratische Kurven) mit einem rationalen Punkt bereits unendlich viele rationale Punkte, während Kurven von Geschlecht {\displaystyle g\geq 2} stets nur endlich viele rationale Punkte haben können. Elliptische Kurven sind mit {\displaystyle 0<g=1<2} also Teil einer „Zwischenwelt“, in der beide Szenarien eintreffen können. Aus mathematischer Sicht war Faltings Beweis ein enormer Durchbruch, da eine topologische (sprich „räumliche“) Eigenschaft einer Kurve etwas über ihre Zahlentheorie aussagt. Ein entscheidendes Werkzeug für den Beweis war die nach ihm benannte Faltings-Höhe, eine sehr weitreichende Verallgemeinerung des von Pierre de Fermat eingeführten Prinzips des unendlichen Abstiegs: In manchen Fällen kann man aus einer potenziellen Lösung eine unendliche Kette neuer Lösungen konstruieren, die dann aber zu einer ebenfalls unendlichen Kette absteigender natürlicher Zahlen korrespondiert, was absurd ist: Etwa lässt sich der absteigende Prozess
{\displaystyle 237>236>231>199>\cdots \geq 0}
nicht mit unendlich vielen natürlichen Zahlen füllen. Zum Beispiel besagt der Satz von Faltings, dass die Kurve
{\displaystyle x^{7}+y^{7}=1}
von Geschlecht {\displaystyle g=15} nur endlich viele rationale Punkte besitzt, darunter die trivialen Lösungen {\displaystyle (1,0)} und {\displaystyle (0,1)}. Durch den Beweis des Großen Fermatschen Satzes konnten weitere rationale Lösungen darüber hinaus ausgeschlossen werden. Für seine Leistung wurde Faltings 1986 als damals erster Deutscher mit der Fields-Medaille, dem „Nobelpreis der Mathematik“, geehrt. Jedoch lassen sich die angewandten Methoden nicht auf elliptische Kurven anwenden, weshalb die Situation der rationalen Punkte hinsichtlich (Un-)Endlichkeit hier bis heute ungeklärt ist.

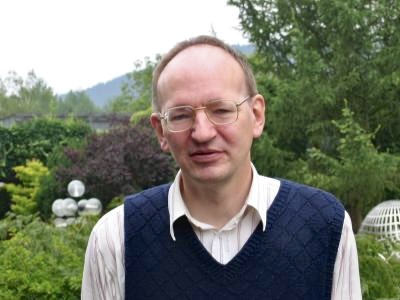
Der deutsche Mathematiker Gerd Faltings lieferte bahnbrechende Ergebnisse hinsichtlich Kurven über den rationalen Zahlen, die höheres Geschlecht haben, wie die hyperelliptische Kurve der beiden rechten Bilder.
Reelles Schaubild der hyperelliptischen Kurve {\displaystyle y^{2}=x(x+1)(x-3)(x+2)(x-2)}. Setzt man diese in die komplexen Zahlen fort, werden die kreisförmigen Gebilde zu Teilen eines Schlauchs mit zwei Löchern.
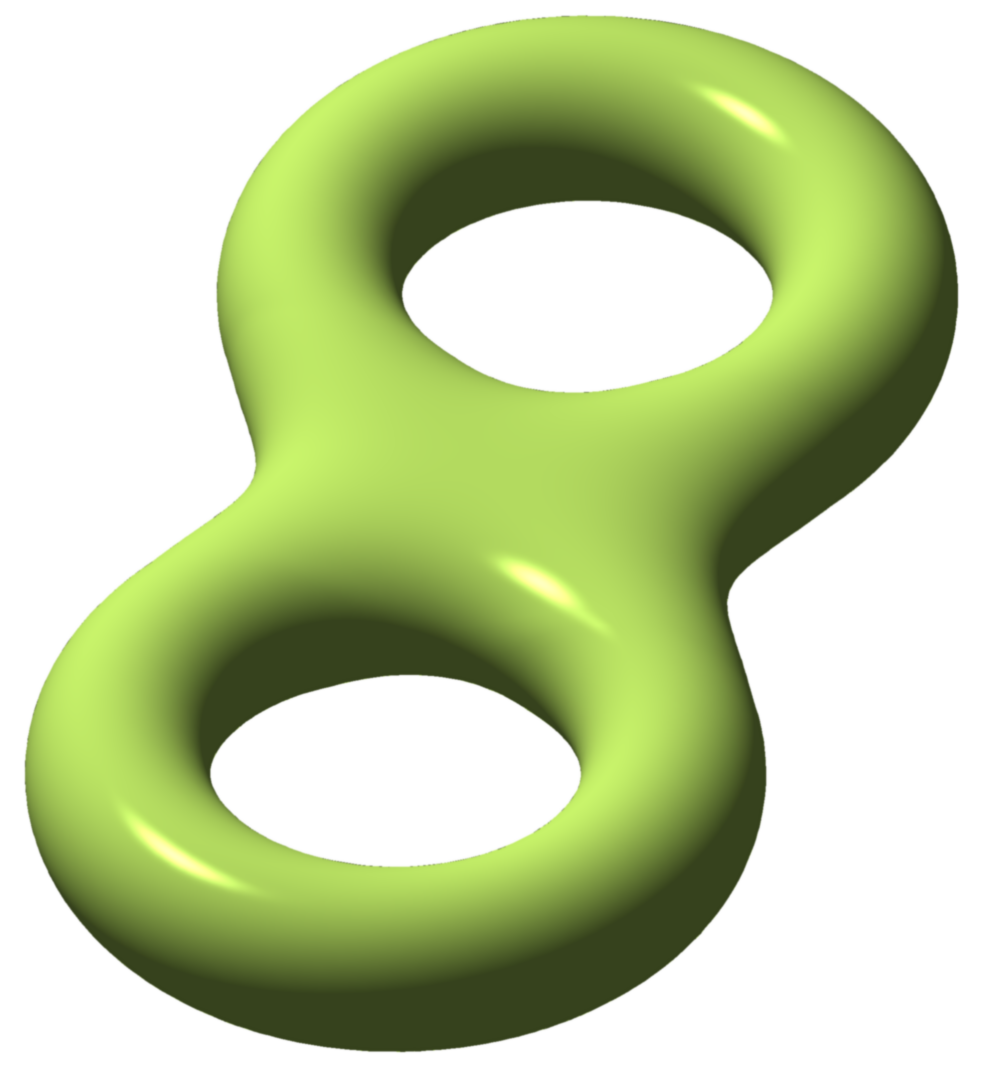
Die Figur im Komplexen, nach Hinzufügung des unendlich fernen Punktes, hat diese Gestalt. Die Schläuche formen ein abgeschlossenes Gebilde, das zwei Löcher hat.

## Heuristik
Der Mathematiker Neal Koblitz hat auf ein heuristisches Argument hingewiesen, das auf die Richtigkeit einer schwachen Form der Vermutung von Birch und Swinnerton-Dyer hinweist, aber seiner Aussage nach „weit“ von einem rigorosen Beweis entfernt ist. Nimmt man an, dass das Euler-Produkt zu {\displaystyle L(E,s)} in {\displaystyle s=1} die Funktion darstellt (was nicht der Fall ist!), hätte man
{\displaystyle L(E,1)=\prod _{p\ {\text{Primzahl}}}{\frac {1}{1-{\frac {a_{p}(E)}{p}}+{\frac {1}{p}}}}=\prod _{p\ {\text{Primzahl}}}{\frac {p}{p+1-a_{p}(E)}}=\prod _{p\ {\text{Primzahl}}}{\frac {p}{N_{p}(E)}},}
wobei {\displaystyle N_{p}(E)=p+1-a_{p}(E)} die Anzahl der {\displaystyle \mathbb {F} _{p}}-Punkte auf {\displaystyle E} bezeichnet. Wenn die Primzahlen {\displaystyle p} variieren, „überspannen“ die Werte {\displaystyle N_{p}(E)} den Wert {\displaystyle p} innerhalb einer maximalen Intervalllänge {\displaystyle 2{\sqrt {p}}}, wie es der Satz von Hasse besagt. Also gilt grob gesagt {\displaystyle N_{p}(E)\approx p\pm {\sqrt {p}}}. Hätte dies ein „oszillierendes Muster“, also eine etwa gleich häufige Anzahl von Schwankungen in die eine und die andere Richtung, könnte man auf die „Konvergenz“ des Produktes gegen einen Grenzwert {\displaystyle \not =0} schließen. Hätte jedoch {\displaystyle N_{p}(E)} die Tendenz, auf der „größeren Seite“ {\displaystyle p+{\sqrt {p}}} zu sein, würde man
{\displaystyle L(E,1)\approx \prod _{p\ {\text{Primzahl}}}{\frac {p}{p+{\sqrt {p}}}}=\prod _{p\ {\text{Primzahl}}}{\frac {1}{1+{\frac {1}{p^{\frac {1}{2}}}}}}=0}
erhalten. Das heuristische Argument ergibt sich nun daraus, dass, falls {\displaystyle E} unendlich viele rationale Punkte hat, zu erwarten wäre, dass deren Reduktion modulo {\displaystyle p} stets zu einer eher größeren Zahl {\displaystyle N_{p}(E)} führen sollte. Hätte {\displaystyle E} hingegen nur endliche viele rationale Punkte, so wäre deren Beitrag zu {\displaystyle N_{p}(E)} vernachlässigbar, sodass ein eher „zufälliges“, also schwankendes, Verhalten {\displaystyle N_{p}(E)\approx p\pm {\sqrt {p}}} die Konsequenz wäre.

## Forschungsgeschichte

### Teilresultate
Die Vermutung konnte bisher nur in Spezialfällen bewiesen werden. Für Kurven, die einen algebraischen Rang {\displaystyle r>1} haben, wurde bisher nichts Bahnbrechendes bewiesen. Zum Beispiel existieren unendliche Familien von Kurven {\displaystyle E} mit algebraischem Rang {\displaystyle 4}, sodass das Vorzeichen in der Funktionalgleichung zu {\displaystyle L(E,s)} gleich {\displaystyle \operatorname {sgn}(E,\mathbb {Q} )=1} ist. Dann muss {\displaystyle L'(E,1)=L'''(E,1)=0} gelten (wie üblich bezeichnen die Striche die höheren Ableitungen einer Funktion), und man weiß, dass der analytische Rang mindestens {\displaystyle 2} ist. Die Vermutung würde nun {\displaystyle L''(E,1)=0} und {\displaystyle L''''(E,1)\not =0} implizieren, doch es ist nicht bekannt, wie man dies beweisen kann. Bereits der Beweis dieser Tatsache für eine einzige Kurve wäre nach Meinung von Henri Cohen eine Fields-Medaille wert.
Es gibt starke numerische Argumente für die Korrektheit der Vermutung.

#### Komplexe Multiplikation
Komplexe Multiplikation ist eine besondere Eigenschaft, die nur verhältnismäßig wenige elliptische Kurven (über den rationalen Zahlen) haben. Sie sagt aus, dass Punkte auf der Kurve nicht bloß durch ganze Zahlen vervielfacht werden können, also {\displaystyle 3P=P+P+P}, sondern es auch eine Möglichkeit gibt, mit gewissen nicht-reellen Zahlen zu „multiplizieren“. Damit ist der zur Kurve {\displaystyle E} zugehörige Endomorphismenring nicht isomorph zu {\displaystyle \mathbb {Z} }, sondern sogar zu einer Ordnung eines imaginär-quadratischen Zahlkörpers.
Im Jahr 1976 bewiesen John Coates und sein Schüler Andrew Wiles, dass, wenn {\displaystyle E} eine elliptische Kurve mit komplexer Multiplikation ist und eine unendliche Zahl rationaler Punkte hat, bereits {\displaystyle L(E,1)=0} gilt. Sie bewiesen dies für imaginär-quadratische Zahlkörper {\displaystyle K} – aus diesen kommt der Faktor bei der komplexen Multiplikation. Ihre Beweisstrategie fußte dabei auf der Tatsache, dass man aus {\displaystyle L(E,1)} eine wohlbekannte algebraische Zahl {\displaystyle L^{*}(E,1)} faktorisieren kann. Im Anschluss wurde gezeigt, dass unter Annahme der Voraussetzungen des Satzes diese Zahl durch unendlich viele Primelemente teilbar ist, was nur auf die Null zutreffen kann.
Von Nicole Claudine Arthaud-Kuhman wurde das Resultat von Coates-Wiles auf alle abelschen Erweiterungen von {\displaystyle \mathbb {Q} } (mit gewissen Zusatzbedingungen) im Rahmen ihrer Doktorarbeit erweitert.

#### Die Sätze von Gross, Zagier von Kolyvagin
Im Jahr 1983 zeigten Benedict Gross und Don Zagier, dass, wenn die L-Funktion einer modularen elliptische Kurve {\displaystyle E} eine Nullstelle erster Ordnung bei {\displaystyle s=1} hat, es einen rationalen Punkt unendlicher Ordnung auf {\displaystyle E} gibt, der algebraische Rang also mindestens 1 ist. „Modular“ heißt, dass sich die Anzahl der Lösungen modulo {\displaystyle p} auch aus den Fourierkoeffizienten einer Modulform ergibt oder besser gesagt, dass sich allein mit diesen Lösungsanzahlen eine Modulform bilden lässt. Modulare elliptische Kurven werden auch „Weil-Kurven“ genannt. Die obigen Voraussetzungen implizieren, dass ein Punkt unendlicher Ordnung auf {\displaystyle E} als Spur eines Heegner-Punktes in Erscheinung tritt. Interessant daran ist, dass dies auch einen Algorithmus zur expliziten Berechnung dieses Punktes liefert. Zu dieser Zeit war dies das erste Resultat dieser Art.
1990 zeigte Victor Kolyvagin, dass für eine modulare elliptische Kurve, für die {\displaystyle L(E,1)} eine Nullstelle 1. Ordnung bei {\displaystyle s=1} hat, der Rang {\displaystyle r=1} ist. Außerdem zeigte er ebenfalls für modulare Kurven, dass {\displaystyle r=0} ist, falls {\displaystyle L} dort keine Nullstelle hat. Genauer zeigte er, dass diese die Mordell-Weil-Gruppe und die Selmer-Gruppe kontrollieren. Das Resultat ist insofern erstaunlich, als zum Beispiel die Endlichkeit der Shafarevich-Tate-Gruppe, über die eine Aussage gemacht wird, im Allgemeinen alles andere als geklärt und Gegenstand tiefer Vermutungen (wie eben der Vermutung von Birch und Swinnerton-Dyer) ist.
Der Satz von Kolyvagin lässt sich, zusammen mit dem Ergebnis von Gross und Zagier, zur Lösung der Birch-und-Swinnerton-Dyer-Vermutung für die Fälle {\displaystyle \mathrm {ord} _{s=1}L(E,s)\leq 1} kombinieren. Ist dies erfüllt, so kann bereits {\displaystyle \mathrm {rang} (E(\mathbb {Q} ))=\mathrm {ord} _{s=1}L(E,s)} gefolgert werden, und in beiden Fällen ist die Shafaervich-Tate-Gruppe endlich. Der Beweis, in den beide Resultate einfließen, nutzt technische Eigenschaften der mit einem Charakter {\displaystyle \varepsilon } getwisteten L-Funktionen {\displaystyle L(E,\varepsilon ,s)}. Für seinen Beweis nutzte Kolyvagin zudem Eigenschaften sog. Heegner-Systeme.
Es wird davon ausgegangen, dass das Versagen der Heegner-Punkt-Methode für algebraische Ränge {\displaystyle r>1} der Grund für das Scheitern aller Beweisversuche der Vermutung von Birch und Swinnerton-Dyer für höhere Ränge schlechthin ist.

#### Die Arbeiten von Karl Rubin
Im Jahr 1987 zeigte Karl Rubin, dass im Falle komplexer Multiplikation aus {\displaystyle r\geq 2} bereits {\displaystyle \mathrm {ord} _{s=1}L(E,s)\geq 2} folgt. Zudem gab Rubin erste Beispiele von Kurven, deren Tate-Shafarevich-Gruppen tatsächlich endlich sind, zum Beispiel
{\displaystyle y^{2}=x^{3}+17x\quad \quad \,\,} mit {\displaystyle \quad \mathrm {Sha} (E)\cong \mathbb {Z} /2\mathbb {Z} \times \mathbb {Z} /2\mathbb {Z} },
{\displaystyle y^{2}=x^{3}-2^{8}3^{4}5^{2}\quad } mit {\displaystyle \quad \mathrm {Sha} (E)\cong \mathbb {Z} /3\mathbb {Z} \times \mathbb {Z} /3\mathbb {Z} }.

#### Paritäten
Jan Nekovář zeigte um 2000 in einer kohomologischen Version der Vermutung über Selmer-Gruppen und -Komplexe um 2002, dass die Vermutung „modulo 2“ (Parität 2) richtig ist und es gibt eine Vermutung zu höheren Paritäten. Nekovář verallgemeinerte auch die BSD-Vermutung auf höhere Ordnungen der Nullstelle als 1 (plektische Vermutung).

#### Probabilistische Teilresultate
Obwohl die Vermutung unbewiesen ist, konnten Manjul Bhargava, Arul Shankar, Christopher Skinner und Wei Zhang einige Fortschritte in Richtung probabilistischer Resultate erzielen. Das heißt, es werden Abschätzungen dafür gegeben, „wie viel Prozent“ aller elliptischer Kurven die Vermutung erfüllen. Indirekt hat dies auch mit Aussagen über die Verteilung der Ränge zu tun. Etwa konnten Bhargava und Shankar zeigen, dass der durchschnittliche Rang einer elliptischen Kurve kleiner als 0,885 ist. Zudem zeigten sie, dass 66 Prozent aller elliptischen Kurven die Vermutung tatsächlich erfüllen.
Um den Begriff der „Wahrscheinlichkeit“ sinnvoll auf eine unendliche Anzahl an Objekten anwenden zu können, muss zuerst eine „natürliche Anordnung“ definiert werden. Dies ist im Falle elliptischer Kurven der Form
{\displaystyle E_{A,B}\colon y^{2}=x^{3}+Ax+B}
möglich, wobei {\displaystyle A} und {\displaystyle B} ganze Zahlen sind mit der Eigenschaft, dass für jede Primzahl {\displaystyle p} bereits {\displaystyle p^{6}\nmid B} gilt, sofern {\displaystyle p^{4}|A}. Man nennt diese Form auch minimal, und jede elliptische Kurve {\displaystyle E/\mathbb {Q} } ist {\displaystyle \mathbb {Q} }-isomorph zu einem eindeutig bestimmten {\displaystyle E_{A,B}} (weshalb es reicht, die {\displaystyle E_{A,B}} zu zählen, denn der Rang bleibt unter Isomorphie über {\displaystyle \mathbb {Q} } unverändert). Auf den minimalen Kurven {\displaystyle E_{A,B}} definiert man nun eine Höhenfunktion
{\displaystyle H(E_{A,B}):=\max\{4|A|^{3},27B^{2}\}.}
Es wird eine „50:50-Verteilung“ elliptischer Kurven mit den Rängen 0 und 1 vermutet, also für {\displaystyle r\in \{0,1\}}
{\displaystyle \lim _{N\to \infty }{\frac {|\{E_{A,B}\colon H(E_{A,B})\leq N\,{\text{und }}\,r_{E_{A,B}}=r\}|}{|\{E_{A,B}\colon H(E_{A,B})\leq N\}|}}={\frac {1}{2}}.}
Bereits 2004 konnte Roger Heath-Brown zeigen, dass unter Annahme der Großen Riemannschen Vermutung (für die L-Funktionen elliptischer Kurven) der durchschnittliche analytische Rang der elliptischen Kurven {\displaystyle y^{2}=x^{3}+Ax+B} höchstens 2 sein kann.
Bhargava, Shankar, Skinner und Zhang zeigten ferner (ohne Annahmen machen zu müssen):
{\displaystyle {\begin{aligned}\liminf _{N\to \infty }{\frac {\sum _{H(E_{A,B})\leq N}r_{E_{A,B}}}{|\{E_{A,B}\colon H(E_{A,B})\leq N\}|}}&\geq 0{,}2068,\\\limsup _{N\to \infty }{\frac {\sum _{H(E_{A,B})\leq N}r_{E_{A,B}}}{|\{E_{A,B}\colon H(E_{A,B})\leq N\}|}}&\leq 0{,}885.\end{aligned}}}
Dabei bezeichnet {\displaystyle r_{E_{A,B}}} den Rang der Kurve {\displaystyle E_{A,B}}, und {\displaystyle \limsup } und {\displaystyle \liminf } stehen für Limes superior und Limes inferior. Vermutungen von Dorian Goldfeld über die durchschnittliche Verteilung der algebraischen und analytischen Ränge sog. quadratischer Twists elliptischer Kurven gehen in eine ähnliche Richtung. Der quadratische Twist bezüglich einer Fundamentaldiskriminante {\displaystyle D} einer elliptischen Kurve {\displaystyle E\colon y^{2}=x^{3}+ax+b} ist dabei gegeben durch {\displaystyle E_{D}\colon Dy^{2}=x^{3}+ax+b}, wobei {\displaystyle E(\mathbb {Q} ({\sqrt {D}}))\cong E_{D}(\mathbb {Q} ({\sqrt {D}}))}. Auch für getwistete Kurven gilt der Modularitätssatz, jedoch kann zum Studium der Werte {\displaystyle L(E_{D},1)} und {\displaystyle L'(E_{D},1)} zusätzlich die Theorie der sog. harmonischen Maass-Formen herangezogen werden.
Zu beachten ist, dass dies nicht bedeutet, dass es nur endlich viele Kurven mit Rängen {\displaystyle r\geq 2} gibt. Das Zutreffen der noch unbewiesenen 50:50-Vermutung stünde nicht im Konflikt mit der bekannten Tatsache, dass es tatsächlich unendlich viele elliptische Kurven mit Rang {\displaystyle r\geq 2} gibt. Ist zum Beispiel {\displaystyle m>1} eine ganze Zahl mit {\displaystyle 3\nmid m}, {\displaystyle 2\mid m} und {\displaystyle 4\nmid m}, so hat die elliptische Kurve
{\displaystyle y^{2}=x^{3}+x-m^{6}}
stets Rang mindestens 2. Diese träten dann aber in einem asymptotischen Sinne deutlich seltener auf (etwa in dem Sinne, dass asymptotisch nur 0 Prozent aller natürlichen Zahlen Primzahlen sind, obwohl es unendlich viele Primzahlen gibt).

### Numerische Evidenz
Es existiert starke numerische Evidenz für die Vermutung. Bereits 1965 und 1968 wurden durch Bryan Birch und Peter Swinnerton-Dyer bzw. N. M. Stephens numerische Untersuchungen im großen Stil vorgenommen. John Coates bezeichnete die Hinweislage 2015 als „überwältigend“ und geht davon aus, dass kein anderes Problem in der Geschichte numerisch derart umfangreich auf die Probe gestellt wurde. Auf der Website zum Projekt LMFDB: The L-functions and modular forms database sind alle elliptischen Kurven zu den Führern {\displaystyle N<360000} (einer Kenngröße) vorhanden, insgesamt {\displaystyle 2247187}. Brendan Creutz, Robert L. Miller und Michael Stoll verifizierten die starke Vermutung numerisch für alle Kurven mit {\displaystyle N<5000}.
Neben vielen Versuchen, sich der Thematik von der theoretischen Seite zu nähern, sind in jüngster Vergangenheit auch Versuche gestartet worden, Strukturen durch neuronale Netze zu erkennen. Matija Kazalicki and Domagoj Vlah schlugen 2023 eine neuartige Methode zur Bestimmung des Rangs vor, die auf deep convolutional neural networks (CNNs) basiert. Die Methode nimmt als Eingabe den Führer einer elliptischen Kurve {\displaystyle E} und eine Sequenz von normalisierten Frobenius-Spuren {\displaystyle a_{p}} für Primzahlen {\displaystyle p} in einem bestimmten Bereich und zielt darauf ab, den Rang vorherzusagen oder Kurven mit „hohem“ Rang zu erkennen.

### Forschungen zu verwandten Fragestellungen
Einige ebenfalls offene oder gelöste Probleme stehen im Zusammenhang mit der Vermutung von Birch und Swinnerton-Dyer.

#### Ganze Punkte
Der Satz von Siegel, gezeigt von Carl Ludwig Siegel in seiner Arbeit Über einige Anwendungen diophantischer Approximationen aus dem Jahr 1929, besagt, dass jede elliptische Kurve {\displaystyle E}, die über {\displaystyle \mathbb {Q} } definiert ist, nur endlich viele ganzzahlige Punkte hat. Dieser Satz ist ein spezieller Fall eines allgemeineren Ergebnisses über ganzzahlige Punkte auf hyperelliptischen Kurven.
Für elliptische Kurven zeigt eine Methode von Alan Baker aus dem Jahr 1966, dass es effektive obere Schranken für die Größe der ganzzahligen Lösungen zu elliptischen Kurven mit ganzzahligen Koeffizienten gibt. Diese Arbeit ist verwandt zu einem Resultat von Axel Thue zur diophantischen Approximation, das im Jahr 1955 durch Klaus Friedrich Roth stark verbessert wurde (siehe auch Satz von Thue-Siegel-Roth).
Bakers Satz besagt, dass wenn die ganzen Zahlen {\displaystyle a,b,c\in \mathbb {Z} } eine elliptische Kurve
{\displaystyle y^{2}=x^{3}+ax^{2}+bx+c}
definieren, und
{\displaystyle H=\max\{|a|,|b|,|c|\},}
dann für eine ganzzahlige Lösung {\displaystyle (x,y)} stets die Ungleichung
{\displaystyle \max\{|x|,|y|\}\leq \exp \left((10^{6}H)^{10^{6}}\right)}
gilt. Dabei bezeichnet {\displaystyle \exp } die natürliche Exponentialfunktion.
In einer ganz anderen Richtung liefert die Theorie ganzer Punkte auf elliptischen Kurven, dass {\displaystyle n=24} die einzige natürliche Zahl {\displaystyle n>1} ist, für die
{\displaystyle 1^{2}+2^{2}+\cdots +n^{2}}
eine Quadratzahl ist. Diese spezielle Eigenschaft der Zahl 24 hängt mit der Existenz des 24-dimensionalen Leech-Gitters zusammen und sorgt damit für das Auftauchen der Zahl 26 in der Stringtheorie („no ghost theorem“), womit sie womöglich mit der Dimension des Universums zusammenhängt.

#### Verteilung der Ränge
Zu weiteren offenen Problemen gehört die Frage, wie viele elliptische Kurven zu den (algebraischen) Rängen {\displaystyle r=0,1,2,3,\ldots } existieren. Bereits offen ist, ob es überhaupt elliptische Kurven mit beliebig hohem Rang gibt. Bekannt ist die von Noam Elkies gefundene Kurve
{\displaystyle y^{2}+xy+y=x^{3}-x^{2}-20067762415575526585033208209338542750930230312178956502x+34481611795030556467032985690390720374855944359319180361266008296291939448732243429}
mit Rang mindestens 28. Zev Klagsbrun, Travis Sherman und James Weigandt konnten 2019 (Preprint 2016) zeigen, dass unter Annahme der Großen Riemannschen Vermutung für L-Funktionen der Rang sogar gleich 28 ist. Im Jahr 2024 wurde dieser Rekord abermals gebrochen, und  durch Elkies und andere eine Kurve mit mindestens Rang 29 gefunden. 
Man geht im Rahmen der 50:50-Vermutung (siehe oben) davon aus, dass Kurven hohen Ranges selten sind. Über die Frage, ob es ab einer gewissen Rangstufe nur noch endlich viele Kurven sein könnten, herrscht keine Einigkeit. Die These, dass beliebig hohe Ränge auftreten können, wurde im 20. Jahrhundert vielfach ausgesprochen. So konnte etwa André Néron schon 1954 zeigen, dass unendlich viele elliptische Kurven mit Rang {\displaystyle r\geq 11} existieren. Heuristische Untersuchungen von Jennifer Park, Bjorn Poonen, John Voight und Melanie Matchett Wood aus dem Jahr 2016, die auf probabilistischen Modellen basieren, deuten jedoch darauf hin, dass es nur endlich viele elliptische Kurven mit Rang {\displaystyle r\geq 22} gibt. Die Heuristik basiert auf der simultanen Modellierung von Rängen und Tate-Shafarevich-Gruppen elliptischer Kurven und stützt sich auf einen Satz, der alternierende ganzzahlige Matrizen bestimmten Ranges zählt.
In manchen Fällen kann der Rang einer elliptischen Kurve nach oben abgeschätzt werden: Ist eine elliptische Kurve in der faktorisierten Form {\displaystyle y^{2}=(x-m_{1})(x-m_{2})(x-m_{3})} mit ganzen Zahlen {\displaystyle m_{1},m_{2}} und {\displaystyle m_{3}} gegeben, und bezeichnet {\displaystyle n_{1}} die Anzahl der Primzahlen, die genau eine der Zahlen {\displaystyle m_{1}-m_{2}}, {\displaystyle m_{2}-m_{3}} und {\displaystyle m_{1}-m_{3}} teilen, sowie {\displaystyle n_{2}} die Anzahl der Primzahlen, die alle diese Zahlen teilen, folgt für den algebraischen Rang {\displaystyle r} dieser Kurve bereits
{\displaystyle r\leq n_{1}+2n_{2}-1.}
Dies ermöglicht einen Beweis der Tatsache, dass 1 keine kongruente Zahl ist, auch ohne Annahme der Vermutung von Birch und Swinnerton-Dyer.

#### Die Torsionsteile
Im Gegensatz zum Rang elliptischer Kurven sind die Torsionsteile in der Mordell-Weil-Gruppe {\displaystyle E(\mathbb {Q} )} gut verstanden. Nach einem Satz von Barry Mazur ist {\displaystyle E(\mathbb {Q} )_{\mathrm {tors} }} stets isomorph zu einer der folgenden 15 Gruppen:
{\displaystyle \mathbb {Z} /n\mathbb {Z} \quad } mit {\displaystyle \quad 1\leq n\leq 12,n\not =11}
{\displaystyle \mathbb {Z} /2n\mathbb {Z} \times \mathbb {Z} /2\mathbb {Z} \quad } mit {\displaystyle 1\leq n\leq 4}
Der Beweis dieses Resultates ist sehr schwierig. Es existieren mathematische Verfahren zur Berechnung der Torsionsteile.

## Verallgemeinerungen
Die Vermutung von Birch und Swinnerton-Dyer lässt sich auch für „abelsche Varietäten“ formulieren. Diese sind höherdimensionale Analoga elliptischer Kurven.